# Font-Romeu-Odeillo-Via
« Font-Romeu » redirige ici.  Pour la station de sports d'hiver, voir Font-Romeu (station). Pour le domaine skiable, voir Font-Romeu Pyrénées 2000.
Font-Romeu-Odeillo-Via  (catalan : Font-romeu, Odelló i Vià) est une commune française située dans le département des Pyrénées-Orientales, en région Occitanie. Sur le plan historique et culturel, la commune est dans la Cerdagne, une haute plaine à une altitude moyenne de 1 200 m d'altitude, qui s'étend d'est en ouest sur une quarantaine de kilomètres entre Mont-Louis et Bourg-Madame.
Exposée à un climat de montagne, elle est drainée par l'Angust, le Riu d'Eina, le Riu Rahur, Rec de les Canaletes, Rec de l'Estahuja, Rec del Tudo, Rec de Ricaut, Riu de Targasona et par divers autres petits cours d'eau. Incluse dans le parc naturel régional des Pyrénées catalanes, la commune possède un patrimoine naturel remarquable : un site Natura 2000 (« Capcir, Carlit et Campcardos ») et six zones naturelles d'intérêt écologique, faunistique et floristique.
Font-Romeu-Odeillo-Via est une commune rurale qui compte 1 770 habitants en 2022. Ses habitants sont appelés les Romeufontains ou  Romeufontaines.

## Géographie

### Localisation
La commune de Font-Romeu-Odeillo-Via se trouve dans le département des Pyrénées-Orientales, en région Occitanie.
Elle se situe à 74 km à vol d'oiseau de Perpignan, préfecture du département, et à 34 km de Prades, sous-préfecture.
Les communes les plus proches sont : 
Égat (1,5 km), Targasonne (3,0 km), Bolquère (3,6 km), Saillagouse (4,2 km), Estavar (4,3 km), Eyne (4,8 km), Llo (5,4 km), Err (6,4 km).
Sur le plan historique et culturel, Font-Romeu-Odeillo-Via fait partie de la région de la Cerdagne, une haute plaine à une altitude moyenne de 1 200 m d'altitude, qui s'étend d'est en ouest sur une quarantaine de kilomètres entre Mont-Louis et Bourg-Madame.

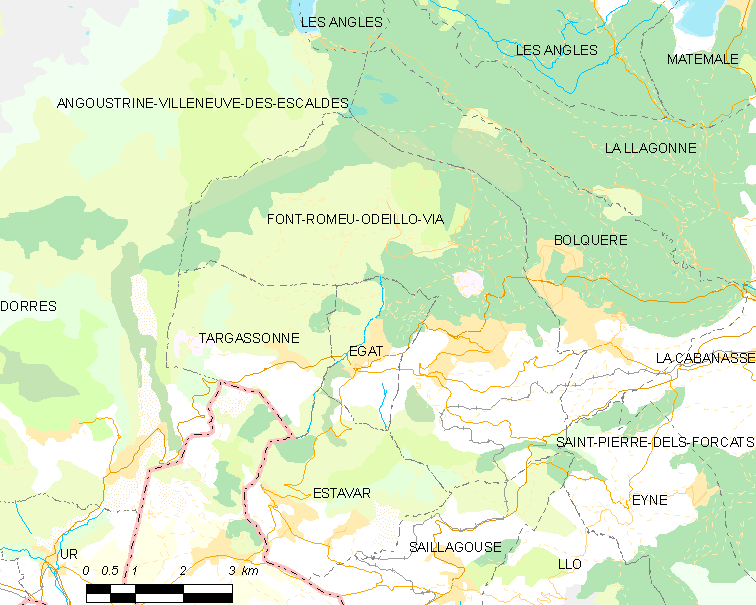
Situation de la commune.

| Targasonne | Angoustrine-Villeneuve-des-Escaldes | Bolquère |
| Égat       | Font-Romeu-Odeillo-Via              |          |
| Estavar    | Saillagouse                         | Eyne     |

### Géologie et relief

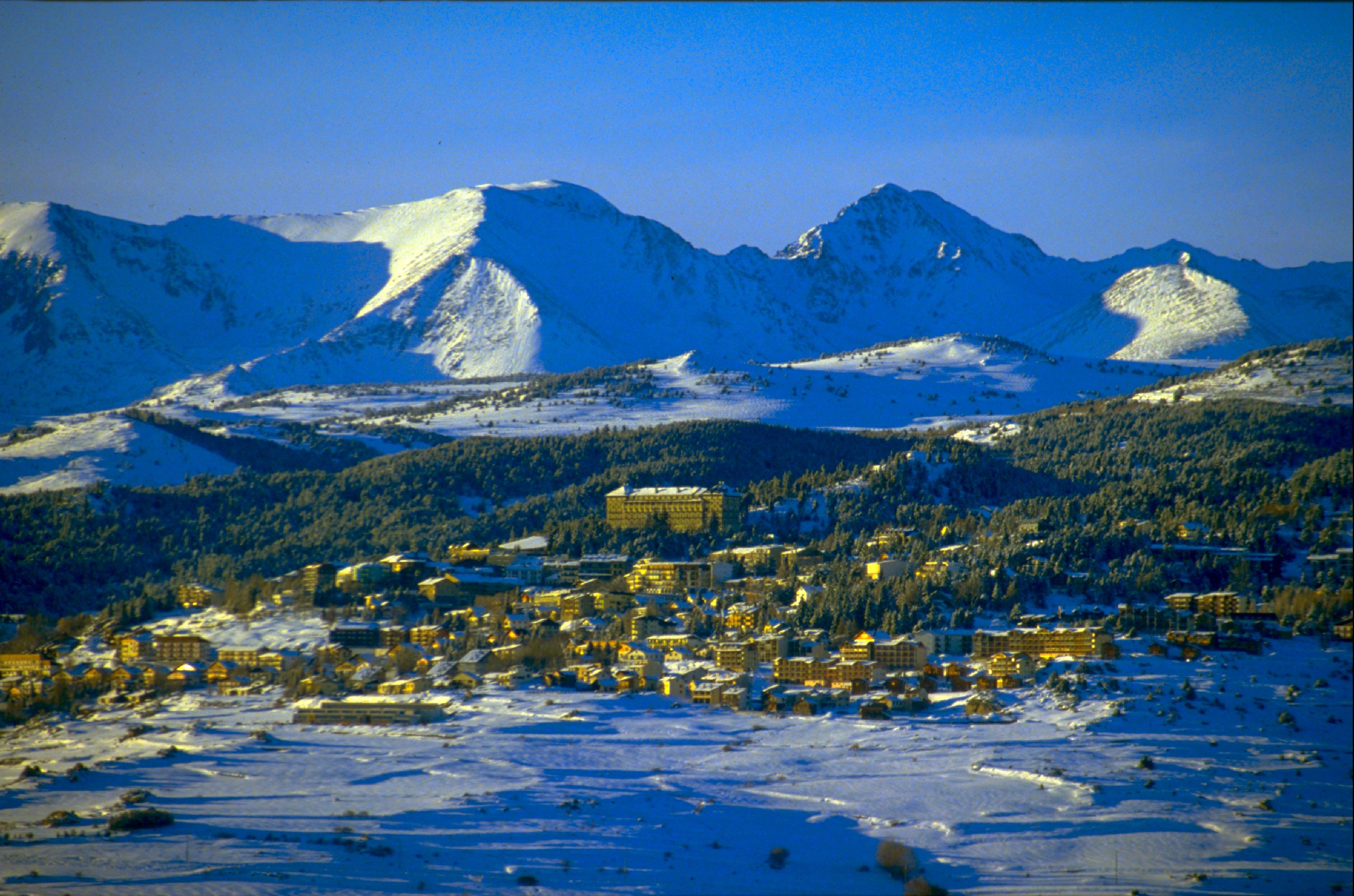
Font-Romeu dominé par le pic Carlit

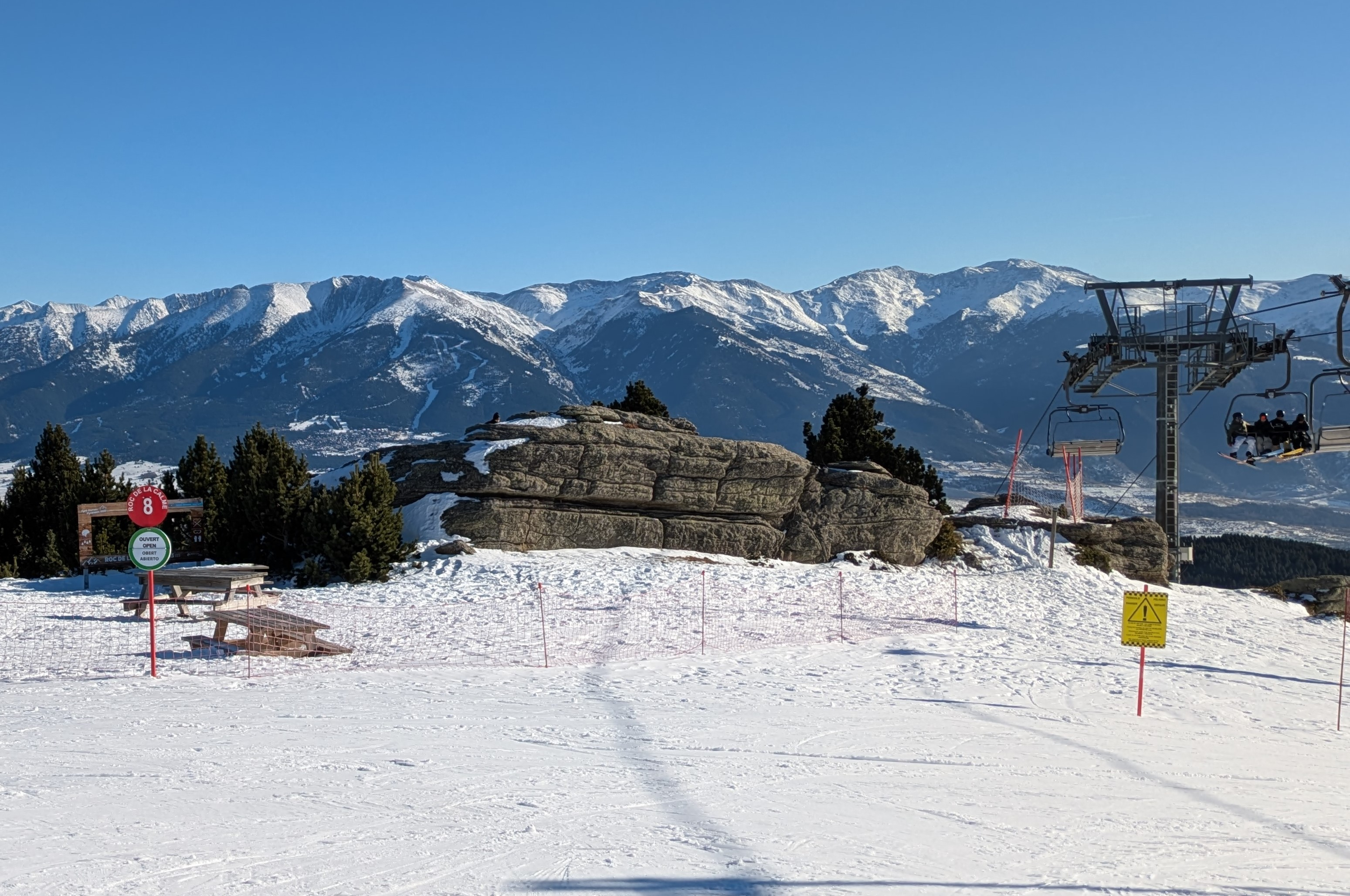
Roc de la Calme (ou Calma), le point culminant de la commune. Ce tor est un affleurement d'une roche granitoïde appelée tonalite, d'âge hercynien.

Le sol de la commune est composé principalement de granit (avec gneiss et diorite), qui occupe la zone axiale du massif pyrénéen. La partie méridionale de la commune, au sud de Via, est toutefois composée de schistes, qui occupe la bordure sud de cette zone axiale et de la Cerdagne,,.
La commune occupe un versant sud dominant la plaine cerdane qui s'étend vers l'ouest.
Les altitudes s'échelonnent entre 1 312 et 2 212 mètres. Le point le plus bas est au sud-ouest dans le ravin de l'Angust, au pied d'Odeillo et Via et à la limite de la commune d'Estavar, et le point culminant est au nord, au Roc de la Calme. Le centre de Font-Romeu est à une altitude de 1 750 m, Odeillo à 1 600 m et Via 1 500 m environ.
La commune est classée en zone de sismicité 4, correspondant à une sismicité moyenne.

### Hydrographie
Toute la commune est sur le bassin versant de l'Èbre, par l'intermédiaire de son principal affluent le Sègre qui traverse d'est en ouest la Cerdagne.
La commune n'est traversée par aucun cours d'eau important. Le ruisseau d'Angoustrine qui descend du Pla de Bones Hores (commune d'Angoustrine-Villeneuve-des-Escaldes) arrose sa bordure septentrionale, et le ruisseau d'Eyne, qui prend le nom d'Angust avant d'atteindre Estavar car il s'enfonce dans un profond ravin, en traverse le sud d'est en ouest. Ces deux ruisseaux sont des affluents directs du Sègre, en rive droite.
La commune est aussi sillonnée de nombreux ruisseaux secondaires qui descendent vers le sud. D'ouest en est, on trouve successivement le Rec de Ribals qui descend du plateau de la Calme, le Rec dels Clots, le Rec de la Collada qui devient le Rec d'Égat, le Rec dels Claus qui traverse le golf et qui devient le Rec de les Canaletes qui passe près du four solaire d'Odeillo, le Rec de Via qui relie Font-Romeu, Odeillo et Via, et plus à l'est le Rec de Ricaut (ou ruisseau de l'Ermitage qui passe aussi au lycée climatique) et le Rec de les Carboneres.

### Climat
Pour des articles plus généraux, voir Climat de l'Occitanie et Climat des Pyrénées-Orientales.
En 2010, le climat de la commune est de type climat des marges montargnardes, selon une étude du CNRS s'appuyant sur une série de données couvrant la période 1971-2000. En 2020, Météo-France publie une typologie des climats de la France métropolitaine dans laquelle la commune est exposée à un climat de montagne ou de marges de montagne et est dans la région climatique Pyrénées orientales, caractérisée par une faible pluviométrie, un très bon ensoleillement (2 600 h/an), un air sec, particulièrement en hiver et peu de brouillards.
Pour la période 1971-2000, la température annuelle moyenne est de 7,1 °C, avec une amplitude thermique annuelle de 15,2 °C. Le cumul annuel moyen de précipitations est de 694 mm, avec 6,8 jours de précipitations en janvier et 6,7 jours en juillet. Pour la période 1991-2020, la température moyenne annuelle observée sur la station météorologique la plus proche, située sur la commune de Formiguères à 14 km à vol d'oiseau, est de 7,6 °C et le cumul annuel moyen de précipitations est de 737,3 mm,. Pour l'avenir, les paramètres climatiques de la commune estimés pour 2050 selon différents scénarios d’émission de gaz à effet de serre sont consultables sur un site dédié publié par Météo-France en novembre 2022.

### Milieux naturels et biodiversité

#### Espaces protégés
La protection réglementaire est le mode d’intervention le plus fort pour préserver des espaces naturels remarquables et leur biodiversité associée,.
Un  espace protégé est présent sur la commune : 
le parc naturel régional des Pyrénées catalanes, créé en 2004 et d'une superficie de 139 062 ha, qui s'étend sur 66 communes du département. Ce territoire s'étage des fonds maraîchers et fruitiers des vallées de basse altitude aux plus hauts sommets des Pyrénées-Orientales en passant par les grands massifs de garrigue et de forêt méditerranéenne,.

#### Réseau Natura 2000

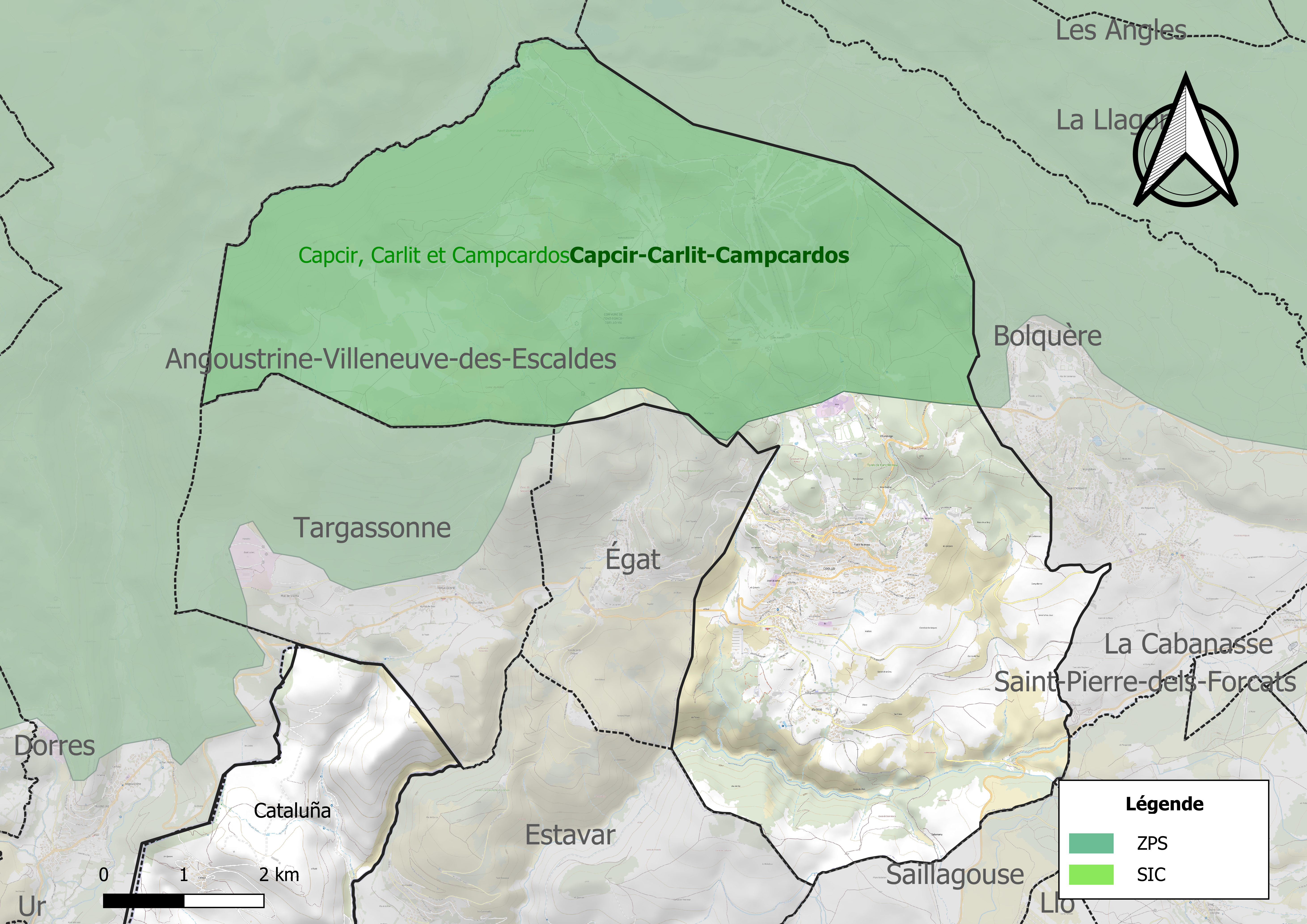
Site Natura 2000 sur le territoire communal.

Le réseau Natura 2000 est un réseau écologique européen de sites naturels d'intérêt écologique élaboré à partir des directives habitats et oiseaux, constitué de zones spéciales de conservation (ZSC) et de zones de protection spéciale (ZPS).
Le site Natura 2000 Capcir-Carlit-Campcardos couvre une superficie de 39 760 ha sur le territoire de quinze communes du département dont celle-ci, à la fois au titre de la directive habitats et de la directive oiseaux. Cette zone présente de nombreux habitats naturels alpins (pelouses, landes) et des milieux rocheux majoritairement siliceux et héberge certaines espèces d'intérêt communautaire : Botrychium simplex, Ligularia sibirica pour les plantes, Desman des Pyrénées et Loche pour les animaux. Au titre de la directive oiseaux, elle recèle une grande diversité d'habitats naturels se traduisant par un patrimoine ornithologique remarquable puisqu'elle accueille la plupart des espèces caractéristiques des zones de montagne, que ce soit parmi les rapaces (Gypaète barbu, Circaète Jean-le-Blanc, aigle royal, Faucon pèlerin), les galliformes (Lagopède, grand Tétras) ou les espèces forestières (Pic noir) et d'autres de milieux plus ouverts,.

#### Zones naturelles d'intérêt écologique, faunistique et floristique
L’inventaire des zones naturelles d'intérêt écologique, faunistique et floristique (ZNIEFF) a pour objectif de réaliser une couverture des zones les plus intéressantes sur le plan écologique, essentiellement dans la perspective d’améliorer la connaissance du patrimoine naturel national et de fournir aux différents décideurs un outil d’aide à la prise en compte de l’environnement dans l’aménagement du territoire.
Trois ZNIEFF de type 1 sont recensées sur la commune :
- les « collines d'Estavar et Saillagouse » (888 ha), couvrant 4 communes du département[26] ;
- la « forêt de Llivia et ruisseau de la Têt » (992 ha), couvrant 5 communes du département[27],
- le « ruisseau de l'Angoustrine et ses prairies humides » (137 ha), couvrant 3 communes du département[28] ;

et trois ZNIEFF de type 2, : 
- la « forêt de pins à crochets de la périphérie du Capcir » (13 788 ha), couvrant 12 communes du département[29] ;
- la « Haute Cerdagne » (5 477 ha), couvrant 12 communes du département[30] ;
- le « Serrat des Loups » (9 330 ha), couvrant 9 communes du département[31].

Carte des ZNIEFF de type 1 et 2 à Font-Romeu-Odeillo-Via.
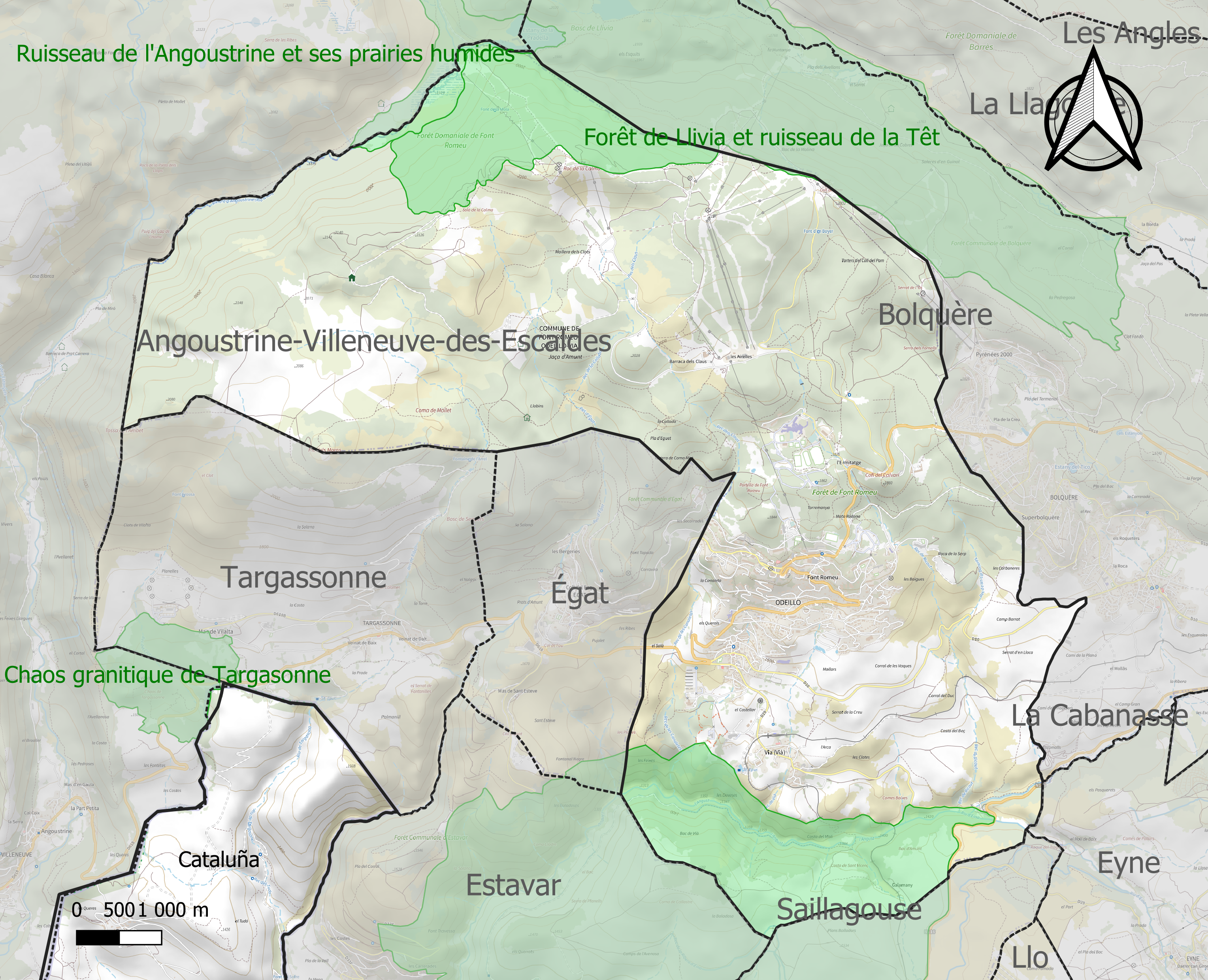
Carte des ZNIEFF de type 1 sur la commune.
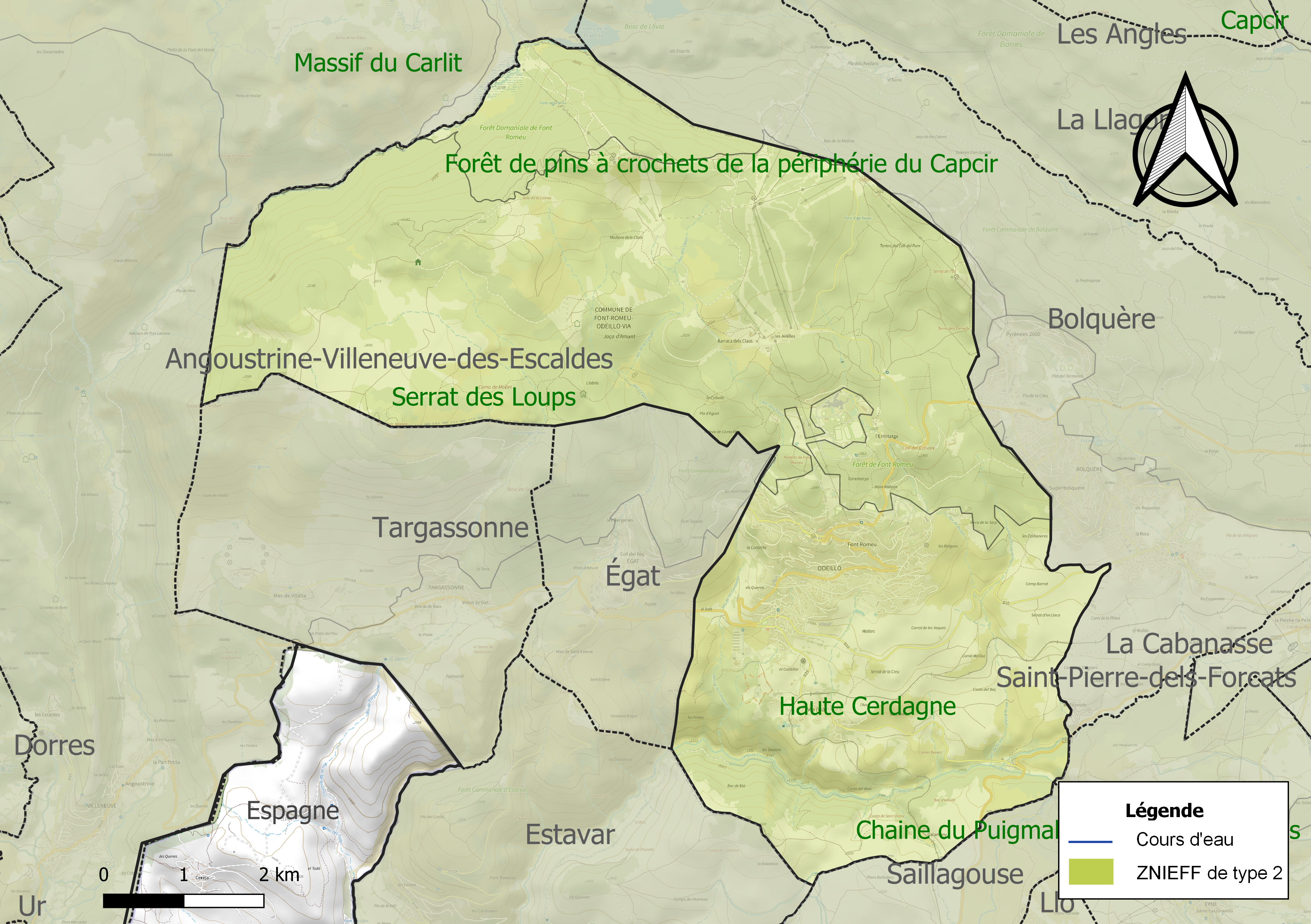
Carte des ZNIEFF de type 2 sur la commune.

## Urbanisme

### Typologie
Au 1er janvier 2024, Font-Romeu-Odeillo-Via est catégorisée bourg rural, selon la nouvelle grille communale de densité à sept niveaux définie par l'Insee en 2022.
Elle est située hors unité urbaine et hors attraction des villes,.

### Occupation des sols
L'occupation des sols de la commune, telle qu'elle ressort de la base de données européenne d’occupation biophysique des sols Corine Land Cover (CLC), est marquée par l'importance des forêts et milieux semi-naturels (72,4 % en 2018), une proportion identique à celle de 1990 (72,4 %). La répartition détaillée en 2018 est la suivante : 
forêts (37 %), milieux à végétation arbustive et/ou herbacée (35,4 %), prairies (11,2 %), zones agricoles hétérogènes (8 %), zones urbanisées (7,5 %), espaces verts artificialisés, non agricoles (0,9 %). L'évolution de l’occupation des sols de la commune et de ses infrastructures peut être observée sur les différentes représentations cartographiques du territoire : la carte de Cassini (XVIIIe siècle), la carte d'état-major (1820-1866) et les cartes ou photos aériennes de l'IGN pour la période actuelle (1950 à aujourd'hui).

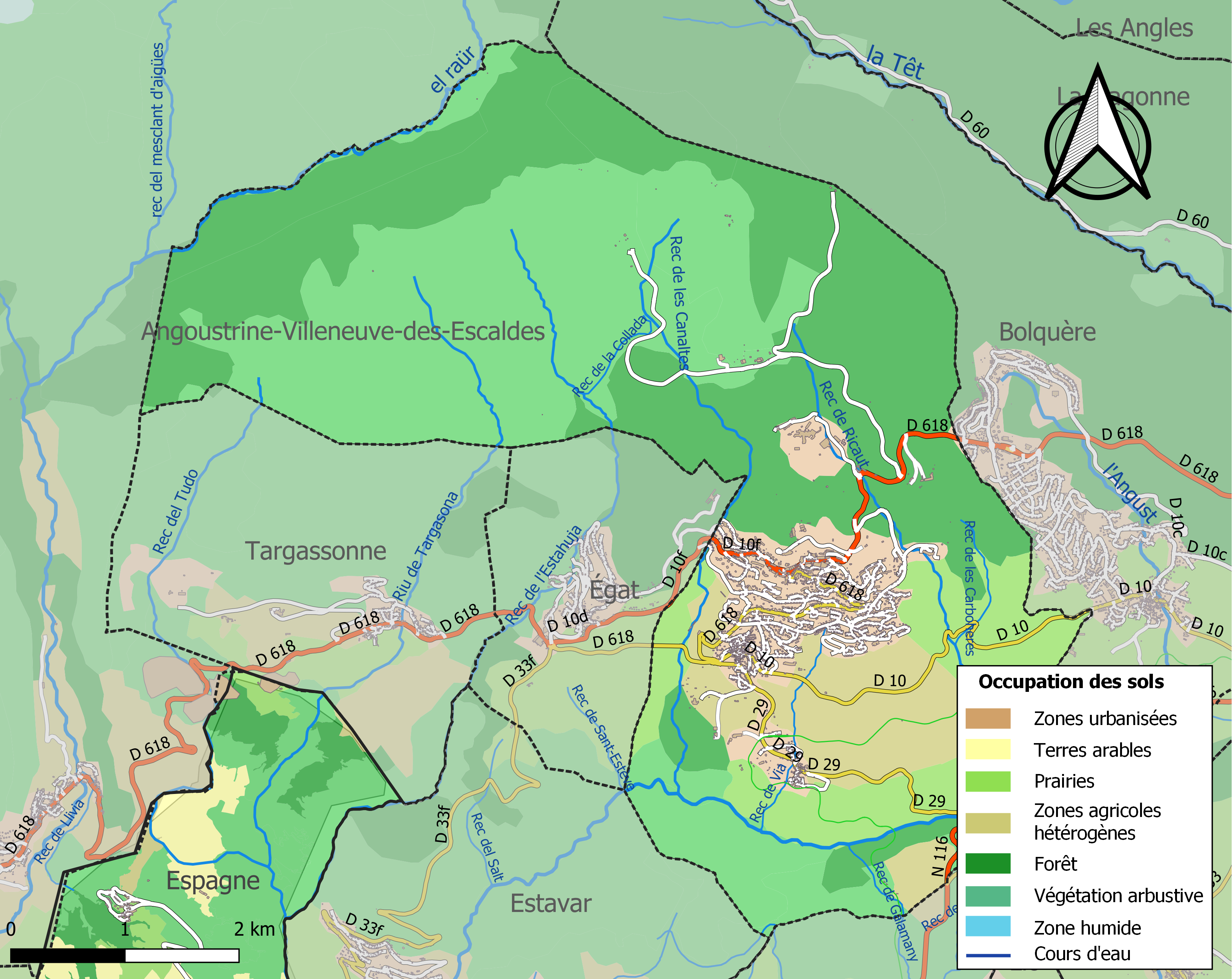
Carte des infrastructures et de l'occupation des sols de la commune en 2018 (CLC).
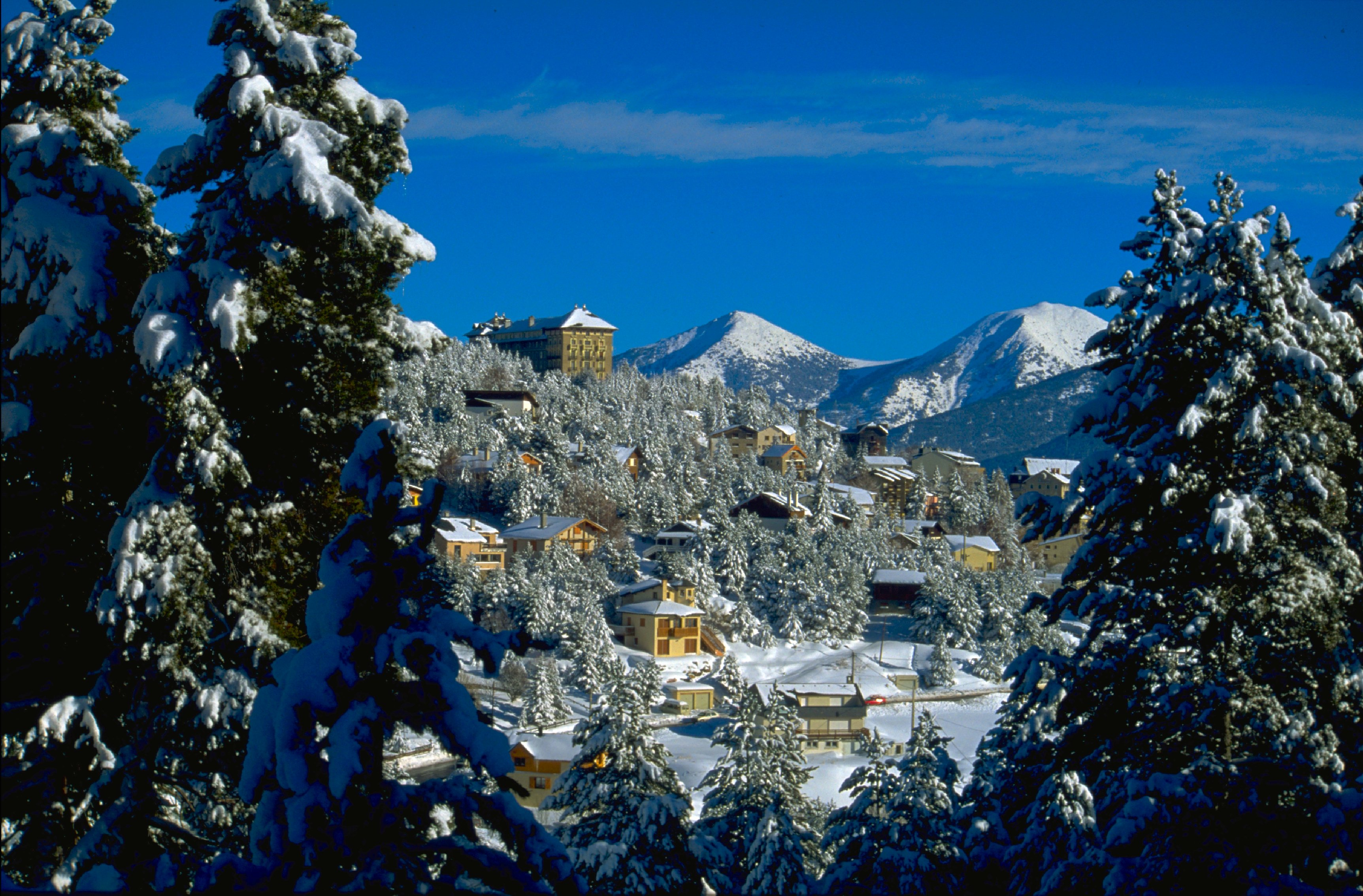
Vue de Font-Romeu côté ouest

### Hameaux et lieux-dits
L'agglomération romeufontaine est composée de trois villages. Du sud au nord, donc du plus bas au plus haut en altitude, on trouve :
- Via, qui regroupe surtout des fermes ;
- Odeillo, où est située la mairie ;
- Font-Romeu, construit à partir de 1900 avec le Grand Hôtel.

Plus à l'est de Font-Romeu, on trouve l'Ermitage, lieu de pèlerinage et origine de Font-Romeu.
En montant vers le nord, on trouve le lycée climatique et sportif, puis les Airelles avec la station de ski de Font-Romeu.

Vues aériennes de Font-Romeu-Odeillo-Via et de Superbolquère entre 1953 et 1980
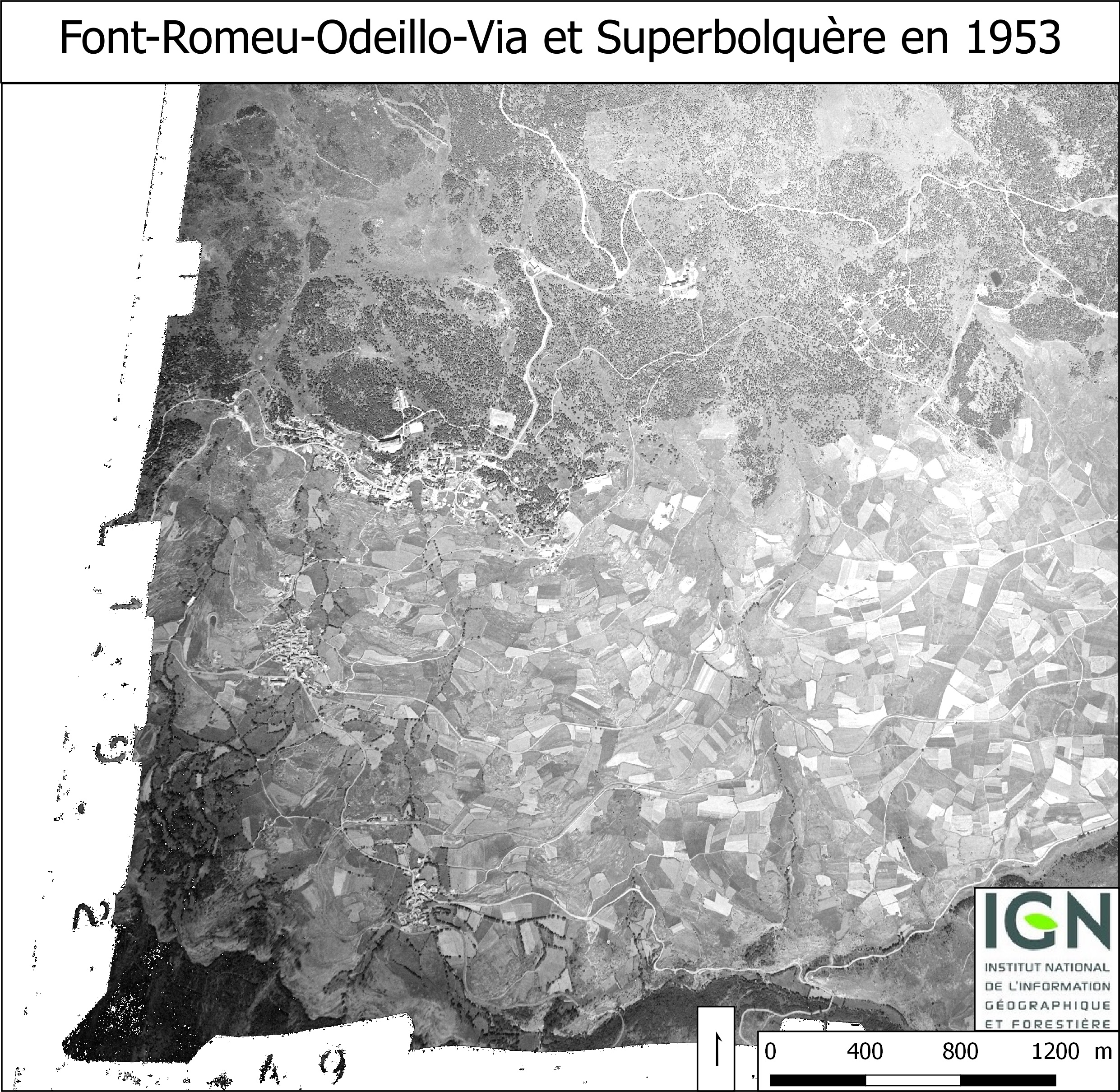
Vue aérienne (IGN) de Font-Romeu en 1953.

### Voies de communication et transports

#### Voies routières
La commune est traversée d'est en ouest par la D 618 entre Mont-Louis, où elle rejoint la route nationale 116 vers Prades et Perpignan, et Ur où elle rejoint la route nationale 20 vers Foix et Toulouse.
La RN 116 entre Mont-Louis et Bourg-Madame traverse l'extrémité sud-est de la commune.
La D 29 relie la RN 116 à Odeillo, et la D 10 relie Odeillo à Bolquère en direction du col de la Perche.
Au nord de la commune, la D 10f dessert la station de ski depuis le rond-point du calvaire, et va jusqu'au col del Pam où elle se termine ; une bifurcation va des Airelles au parking de la Calme.

#### Transports

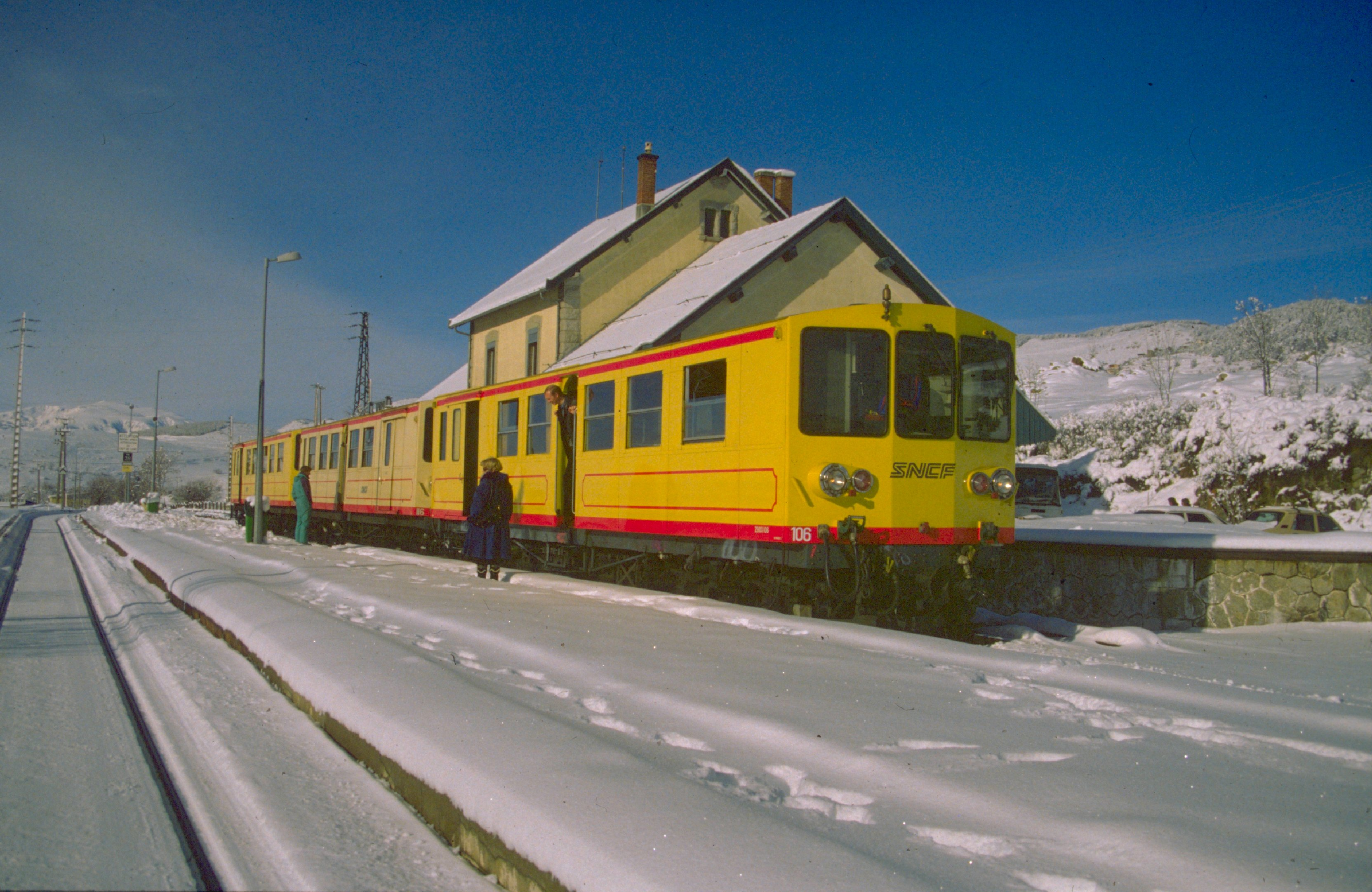
Le Train jaune en gare de Font-Romeu

Le Train jaune, entre Villefranche-de-Conflent et Latour-de-Carol, dessert la commune qui possède une gare située entre Odeillo et Via.
La ligne 560 du réseau régional liO relie la commune à la gare de Perpignan depuis Porté-Puymorens, et la ligne 562 relie la commune à Puyvalador et à Latour-de-Carol.
À l'intérieur de la commune, un système de navette mini-bus existe entre Via et Font-Romeu, desservant la gare d'Odeillo-Via. En saison (été ou hiver), un télécabine relie aussi le centre-ville de Font-Romeu avec la station de ski aux Airelles.

### Risques majeurs
Le territoire de la commune de Font-Romeu-Odeillo-Via est vulnérable à différents aléas naturels : inondations, climatiques (grand froid ou canicule), mouvements de terrains et séisme (sismicité moyenne). Il est également exposé à deux risques technologiques, le transport de matières dangereuses et la rupture d'un barrage, et à un risque particulier, le risque radon,.

#### Risques naturels
Certaines parties du territoire communal sont susceptibles d’être affectées par le risque d’inondation par crue torrentielle de cours d'eau du bassin de la Têt.
Les mouvements de terrains susceptibles de se produire sur la commune sont soit des mouvements liés au retrait-gonflement des argiles, soit des glissements de terrains, soit des chutes de blocs. Une cartographie nationale de l'aléa retrait-gonflement des argiles permet de connaître les sols argileux ou marneux susceptibles vis-à-vis de ce phénomène.

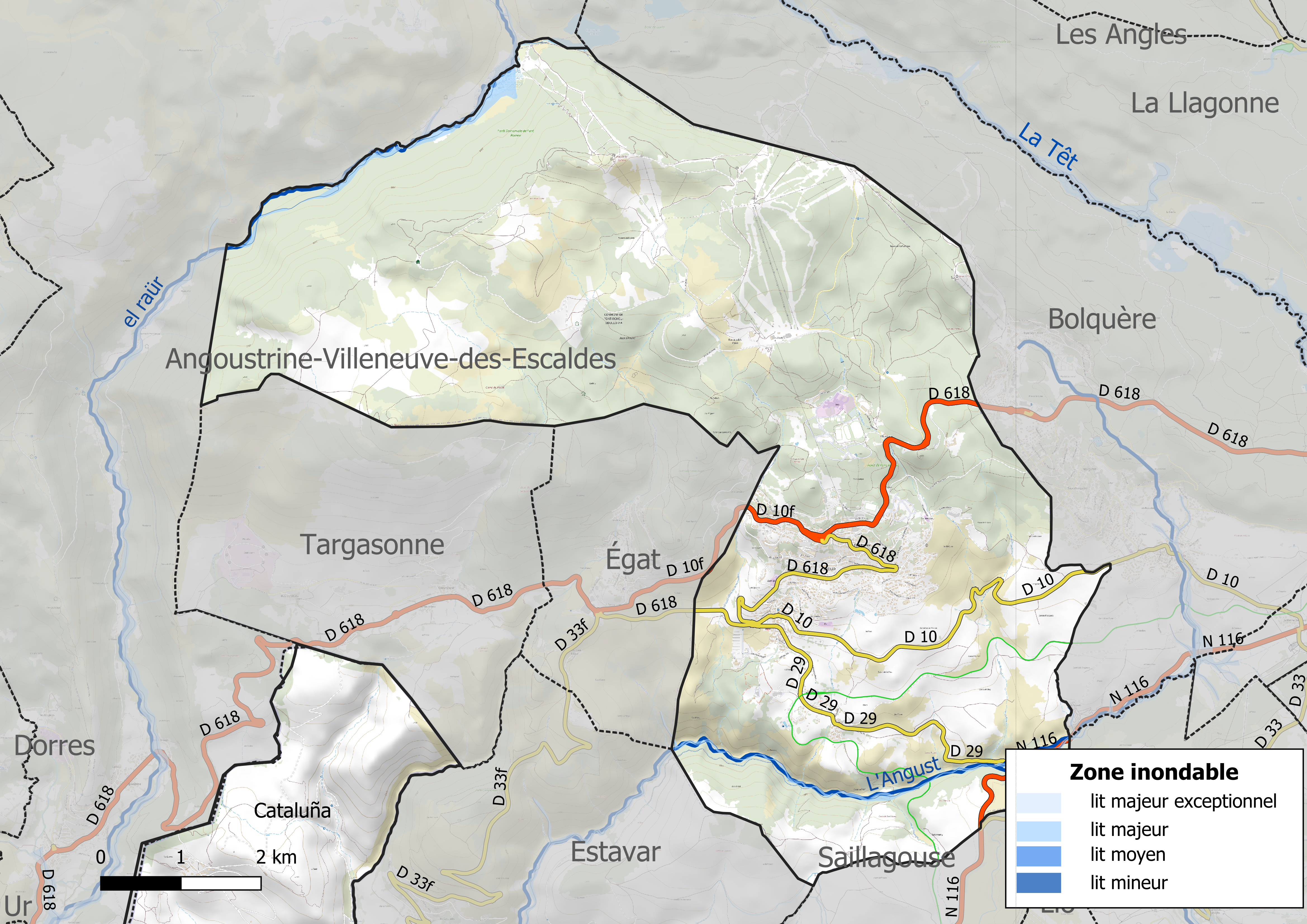
Carte des zones inondables.
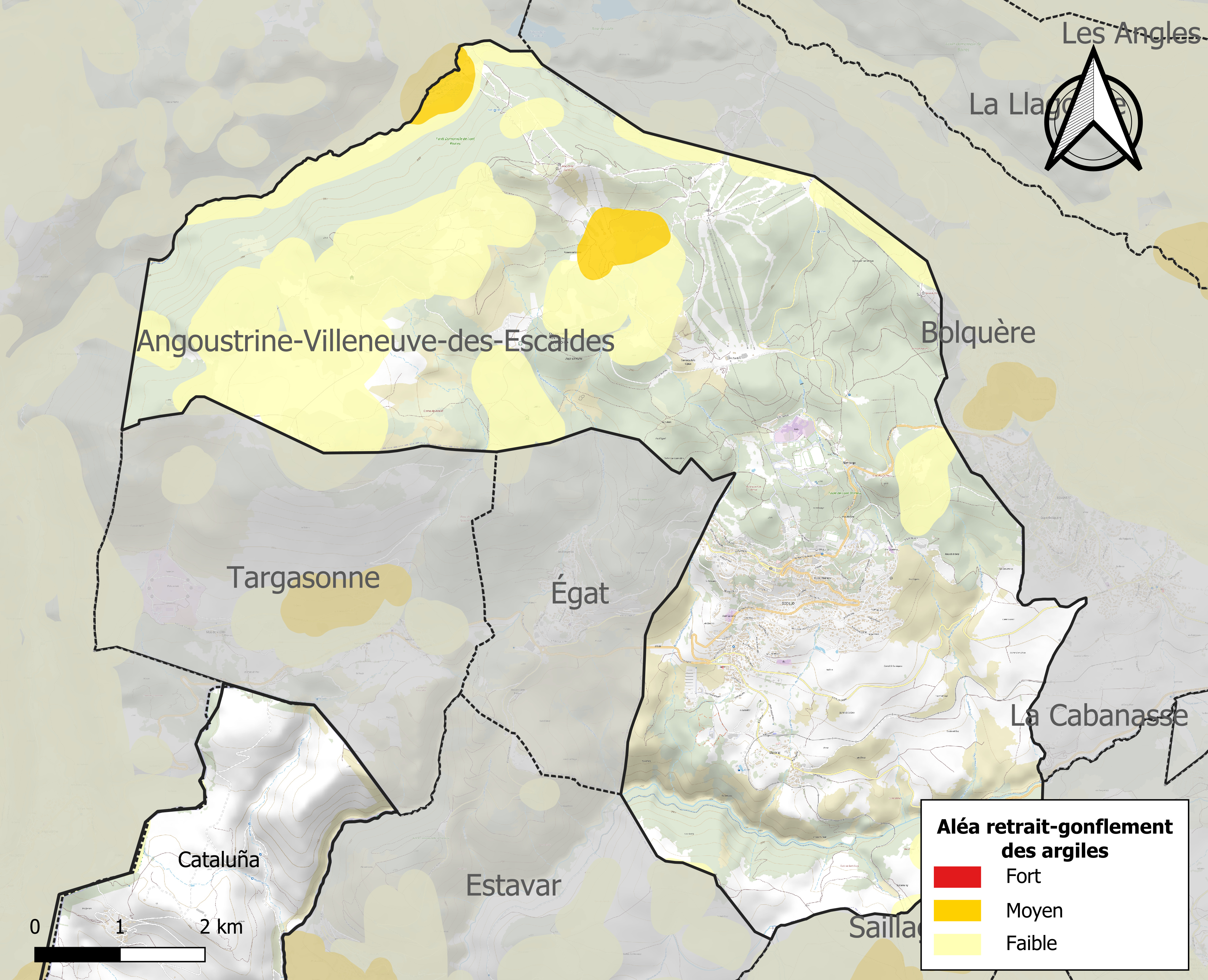
Carte des zones d'aléa retrait-gonflement des argiles.

#### Risques technologiques
Le risque de transport de matières dangereuses sur la commune est lié à sa traversée par une route à fort trafic. Un accident se produisant sur une telle infrastructure est en effet susceptible d’avoir des effets graves au bâti ou aux personnes jusqu’à 350 m, selon la nature du matériau transporté. Des dispositions d’urbanisme peuvent être préconisées en conséquence.
Dans le département des Pyrénées-Orientales, on dénombre sept grands barrages susceptibles d’occasionner des dégâts en cas de rupture. La commune fait partie des 66 communes susceptibles d’être touchées par l’onde de submersion consécutive à la rupture d’un de ces barrages, le barrage des Bouillouses sur la Têt, un ouvrage de 17,5 m de hauteur construit en 1910.

#### Risque particulier
Dans plusieurs parties du territoire national, le radon, accumulé dans certains logements ou autres locaux, peut constituer une source significative d’exposition de la population aux rayonnements ionisants. Toutes les communes du département sont concernées par le risque radon à un niveau plus ou moins élevé. Selon la classification de 2018, la commune de Font-Romeu-Odeillo-Via est classée en zone 3, à savoir zone à potentiel radon significatif.

## Toponymie

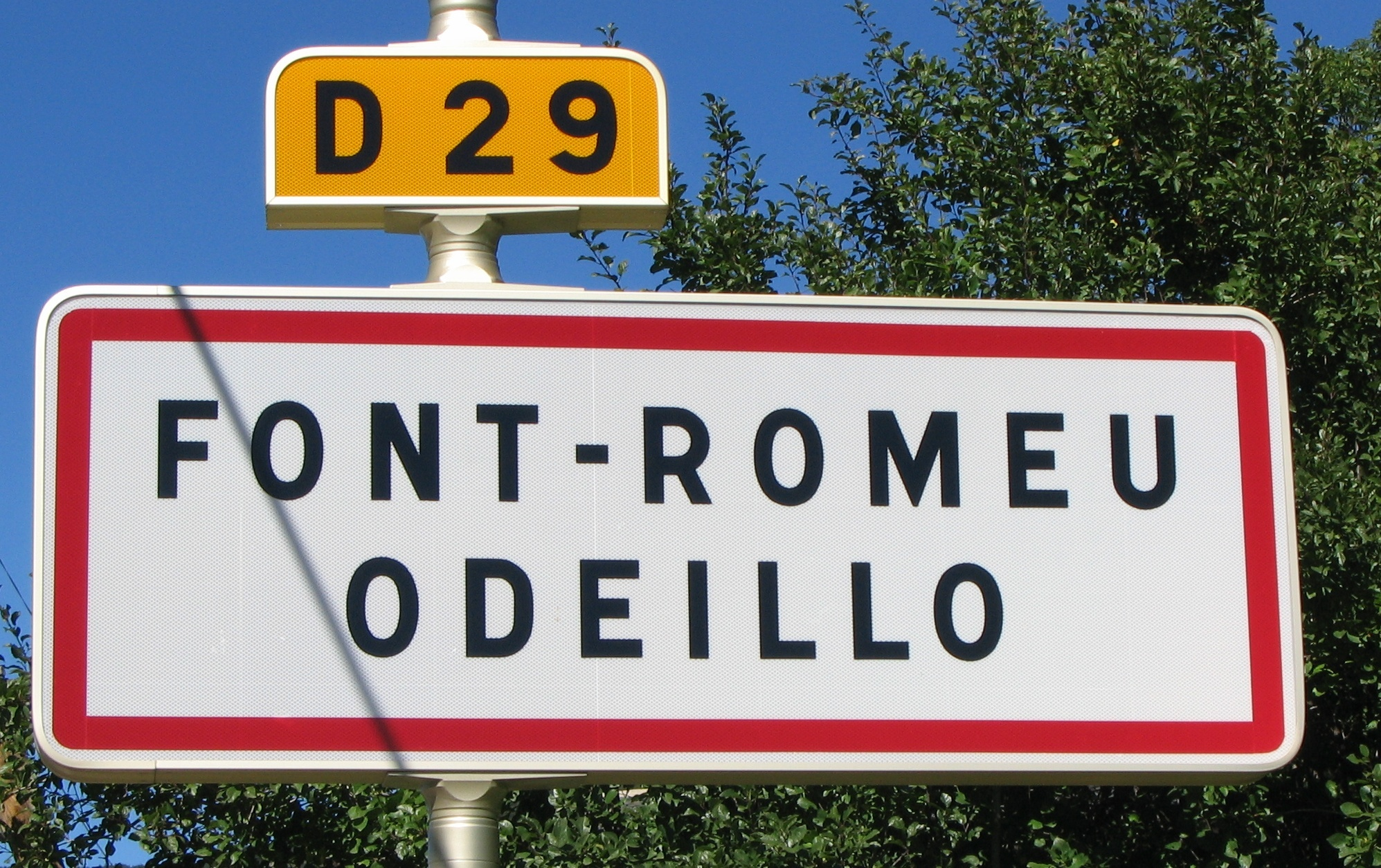
Panneau d'entrée d'Odeillo.

En catalan, le nom de la commune est Font-romeu, Odelló i Vià.
Les paroisses d'Odello et de Via sont citées dès 839 : parrochia Hodellone et parrochia Avizano.
Font-Romeu a pour signification « la fontaine du pèlerin ».
Lors du rattachement de Via à Odeillo en 1822, la commune conserve le nom d'Odeillo. Celui-ci devient Odeillo-Via en 1900, puis Font-Romeu-Odeillo-Via en 1957.

## Histoire
Différents vestiges d'habitats préhistoriques entre Font-Romeu et Via, ainsi que près du four solaire au lieu-dit Castellas, témoignent d'une occupation humaine du site très ancienne.
Les paroisses d'Odeillo et de Via sont mentionnées en 839 comme payant toutes deux un cens à l'église d'Urgell. Toutefois, le territoire d'Odeillo dépend alors du comte de Cerdagne tandis que Via dépend de la famille d'Urg.
Le 15 juillet 1035, le comte Guifred II fait don de la seigneurie d'Odeillo au monastère de Saint-Martin du Canigou, avant de s'y retirer comme simple moine peu de temps avant sa mort. L'abbaye de Saint-Michel de Cuxa y possédait également quelques alleus, reconnus par la bulle du pape Serge IV en 1011.
La seigneurie de Via est la propriété de la famille d'Urg jusqu'au XIIIe siècle. Elle est ensuite achetée, avec le château, par Pierre Ier de Fenouillet, vicomte de Fenouillet (de 1264 à 1314) puis vicomte d'Ille (de 1314 à 1315).
Font-Romeu est initialement un lieu situé sur le territoire d'Odeillo. Une chapelle y est attestée dès 1525. Une statue de Vierge assise à l'Enfant du XIIIe siècle y est vénérée et un ermitage y fut construit à partir de 1693 pour accueillir les pèlerins.
Le 10 juillet 1822, la commune de Via est supprimée et rattachée à celle d'Odeillo.
En 1881, un incendie criminel provoque la destruction de 267 hectares de la forêt domaniale de La Calme, à proximité de l'Ermitage Notre-Dame de Font-Romeu.
La vocation touristique et sanitaire de la commune commence au début des années 1900. Les premiers équipements touristiques : chalets, hôtels, sanatorium se construisent (le Balcon de Cerdagne est inauguré en 1924). Les remontées mécaniques apparaissent en 1937.
Le four solaire d'Odeillo, construit en 1962 s'est implanté près du village d'Odeillo. Le site olympique est inauguré en 1967, près du centre du village, et devient le Centre national d'entraînement en altitude.
La commune adhère à la Communauté de communes Capcir Haut-Conflent par arrêté préfectoral du 22 décembre 2011.

## Politique et administration

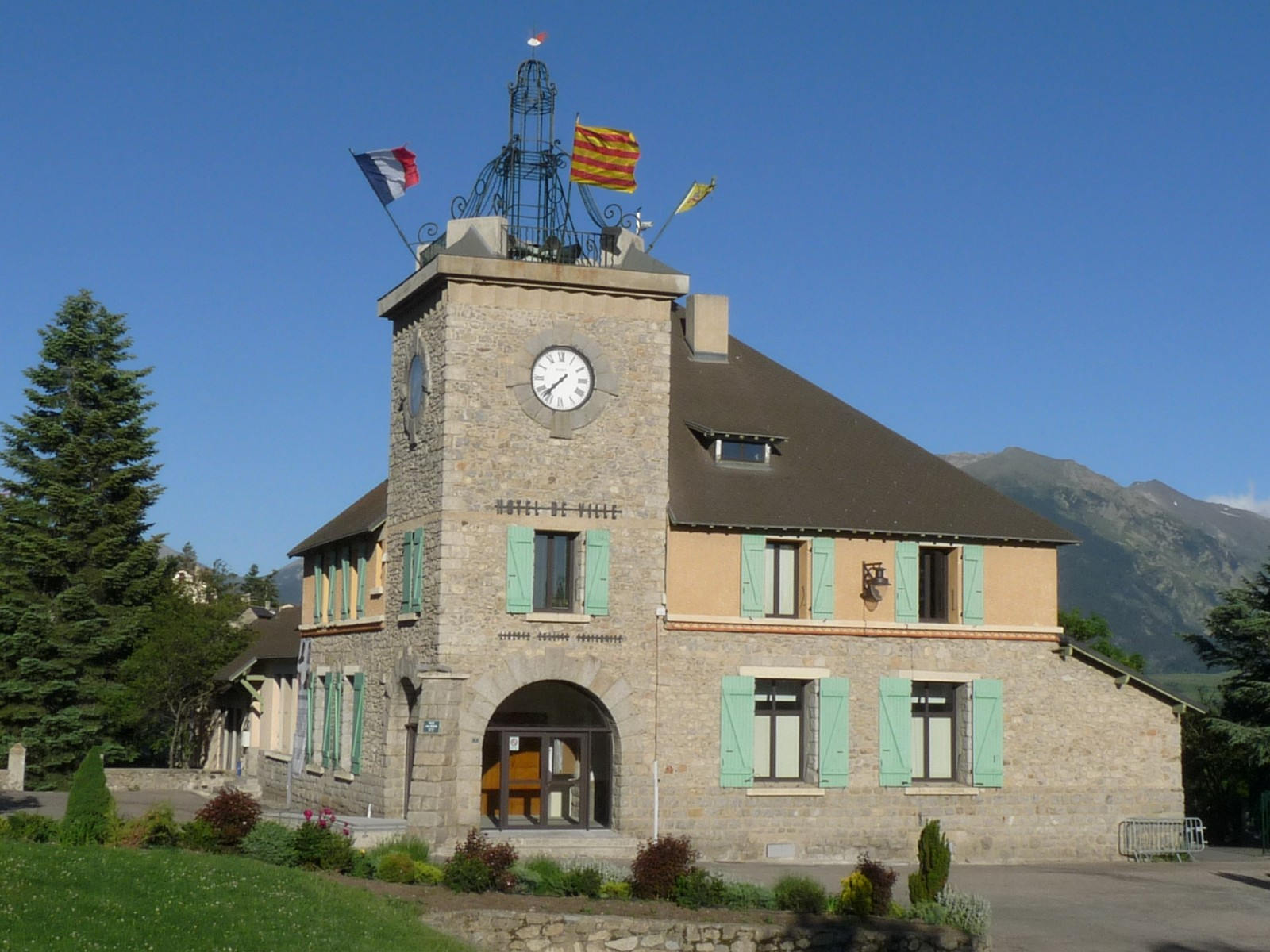
L'hôtel de ville, à Odeillo.

À compter des élections départementales de 2015, la commune est incluse dans le nouveau canton des Pyrénées catalanes.

### Tendances politiques et résultats
| Élections présidentielles, résultats des deuxièmes tours.                                               | Élections présidentielles, résultats des deuxièmes tours. | Élections présidentielles, résultats des deuxièmes tours. | Élections présidentielles, résultats des deuxièmes tours. | Élections présidentielles, résultats des deuxièmes tours. | Élections présidentielles, résultats des deuxièmes tours. | Élections présidentielles, résultats des deuxièmes tours. | Élections présidentielles, résultats des deuxièmes tours. |
| Année                                                                                                   | Élu                                                       | Élu                                                       | Élu                                                       | Battu                                                     | Battu                                                     | Battu                                                     | Participation                                             |
| --- | --------------------------------------------------------- | --------------------------------------------------------- | --------------------------------------------------------- | --------------------------------------------------------- | --------------------------------------------------------- | --------------------------------------------------------- | --------------------------------------------------------- |
| 2002 | 82,21 %                                                   | Jacques Chirac                                            | RPR                                                       | 17,79 %                                                   | Jean-Marie Le Pen                                         | FN                                                        | 79,71 %                                                   |
| 2007 | 56,31 %                                                   | Nicolas Sarkozy                                           | UMP                                                       | 43,69 %                                                   | Ségolène Royal                                            | PS                                                        | 86,51 %                                                   |
| 2012 | 45,86 %                                                   | François Hollande                                         | PS                                                        | 54,14 %                                                   | Nicolas Sarkozy                                           | UMP                                                       | 82,34 %                                                   |
| 2017 | 63,15 %                                                   | Emmanuel Macron                                           | EM                                                        | 36,85 %                                                   | Marine Le Pen                                             | FN                                                        | 84,40 %                                                   |
| 2022 | %                                                         | Emmanuel Macron                                           | LREM                                                      | %                                                         | Marine Le Pen                                             | RN                                                        | %                                                         |
| Élections législatives, résultats des deux meilleurs scores du dernier tour de scrutin.                 |                                                           |                                                           |                                                           |                                                           |                                                           |                                                           |                                                           |
| Année                                                                                                   | Élu                                                       | Élu                                                       | Élu                                                       | Battu                                                     | Battu                                                     | Battu                                                     | Participation                                             |
| Font-Romeu-Odeillo-Via est répartie sur plusieurs circonscriptions, cf. les résultats des .             |                                                           |                                                           |                                                           |                                                           |                                                           |                                                           |                                                           |
| Avant 2010, Font-Romeu-Odeillo-Via est répartie sur plusieurs circonscriptions, cf. les résultats des . |                                                           |                                                           |                                                           |                                                           |                                                           |                                                           |                                                           |
| 2002 | 62,84 %                                                   | François Calvet                                           | UMP                                                       | 37,16 %                                                   | Christian Bourquin                                        | Socialiste                                                | 59,88 %                                                   |
| 2007 | 61,60 %                                                   | François Calvet                                           | UMP                                                       | 38,40 %                                                   | Christian Bourquin                                        | Socialiste                                                | 60,20 %                                                   |
| Après 2010, Font-Romeu-Odeillo-Via est répartie sur plusieurs circonscriptions, cf. les résultats de .  |                                                           |                                                           |                                                           |                                                           |                                                           |                                                           |                                                           |
| 2012 | 51,50 %                                                   | Ségolène Neuville                                         | PS                                                        | 48,50 %                                                   | Jean Castex                                               | UMP                                                       | 55,81 %                                                   |
| 2017 | %                                                         |                                                           |                                                           | %                                                         |                                                           |                                                           | %                                                         |
| 2022 | %                                                         |                                                           |                                                           | %                                                         |                                                           |                                                           | %                                                         |
| 2024 | %                                                         |                                                           |                                                           | %                                                         |                                                           |                                                           | %                                                         |
| Élections européennes, résultats des deux meilleurs scores.                                             |                                                           |                                                           |                                                           |                                                           |                                                           |                                                           |                                                           |
| Année                                                                                                   | Liste 1re                                                 | Liste 1re                                                 | Liste 1re                                                 | Liste 2e                                                  | Liste 2e                                                  | Liste 2e                                                  | Participation                                             |
| 2004 | 25,36 %                                                   | Abdelkader Arif                                           | PS                                                        | 19,43 %                                                   | Alain Lamassoure                                          | UMP                                                       | 34,64 %                                                   |
| 2009 | 33,09 %                                                   | Dominique Baudis                                          | UMP                                                       | 16,42 %                                                   | José Bové                                                 | EE                                                        | 36,15 %                                                   |
| 2014 | 23,09 %                                                   | Louis Aliot                                               | FN                                                        | 21,46 %                                                   | Michèle Alliot-Marie                                      | UMP                                                       | 42,81 %                                                   |
| 2019 | %                                                         |                                                           |                                                           | %                                                         |                                                           |                                                           | %                                                         |
| 2024 | %                                                         |                                                           |                                                           | %                                                         |                                                           |                                                           | %                                                         |
| Élections régionales, résultats des deux meilleurs scores.                                              |                                                           |                                                           |                                                           |                                                           |                                                           |                                                           |                                                           |
| Année                                                                                                   | Liste 1re                                                 | Liste 1re                                                 | Liste 1re                                                 | Liste 2e                                                  | Liste 2e                                                  | Liste 2e                                                  | Participation                                             |
| 2004 | 41,89 %                                                   | Georges Frêche                                            | PS                                                        | 48,63 %                                                   | Jacques Blanc                                             | UMP                                                       | 61,62 %                                                   |
| 2010 | 47,86 %                                                   | Georges Frêche                                            | DVG                                                       | 41,36 %                                                   | Raymond Couderc                                           | UMP                                                       | 46,27 %                                                   |
| 2015 | 39,42 %                                                   | Carole Delga                                              | PS                                                        | 33,49 %                                                   | Louis Aliot                                               | FN                                                        | 62,43 %                                                   |
| 2021 | %                                                         |                                                           |                                                           | %                                                         |                                                           |                                                           | %                                                         |
| Élections cantonales, résultats des deux meilleurs scores du dernier tour de scrutin.                   |                                                           |                                                           |                                                           |                                                           |                                                           |                                                           |                                                           |
| Année                                                                                                   | Élu                                                       | Élu                                                       | Élu                                                       | Battu                                                     | Battu                                                     | Battu                                                     | Participation                                             |
| Font-Romeu-Odeillo-Via est répartie sur plusieurs cantons, cf. les résultats de ceux de .               |                                                           |                                                           |                                                           |                                                           |                                                           |                                                           |                                                           |
| 2001 | %                                                         |                                                           |                                                           | %                                                         |                                                           |                                                           | %                                                         |
| 2004 | %                                                         |                                                           |                                                           | %                                                         |                                                           |                                                           | %                                                         |
| 2008 | %                                                         |                                                           |                                                           | %                                                         |                                                           |                                                           | %                                                         |
| 2011 | %                                                         |                                                           |                                                           | %                                                         |                                                           |                                                           | %                                                         |
| Élections départementales, résultats des deux meilleurs scores du dernier tour de scrutin.              |                                                           |                                                           |                                                           |                                                           |                                                           |                                                           |                                                           |
| Année                                                                                                   | Élus                                                      | Élus                                                      | Élus                                                      | Battus                                                    | Battus                                                    | Battus                                                    | Participation                                             |
| Font-Romeu-Odeillo-Via est répartie sur plusieurs cantons, cf. les résultats de ceux de .               |                                                           |                                                           |                                                           |                                                           |                                                           |                                                           |                                                           |
| 2015 | %                                                         |                                                           |                                                           | %                                                         |                                                           |                                                           | %                                                         |
| 2021 | %                                                         |                                                           |                                                           | %                                                         |                                                           |                                                           | %                                                         |
| Référendums.                                                                                            |                                                           |                                                           |                                                           |                                                           |                                                           |                                                           |                                                           |
| Année                                                                                                   | Oui (national)                                            | Oui (national)                                            | Oui (national)                                            | Non (national)                                            | Non (national)                                            | Non (national)                                            | Participation                                             |
| 1992 | 46,59 % (51,04 %)                                         | 46,59 % (51,04 %)                                         | 46,59 % (51,04 %)                                         | 53,41 % (48,96 %)                                         | 53,41 % (48,96 %)                                         | 53,41 % (48,96 %)                                         | 62,33 %                                                   |
| 2000 | 79,50 % (73,21 %)                                         | 79,50 % (73,21 %)                                         | 79,50 % (73,21 %)                                         | 20,50 % (26,79 %)                                         | 20,50 % (26,79 %)                                         | 20,50 % (26,79 %)                                         | 22,33 %                                                   |
| 2005 | 46,81 % (45,33 %)                                         | 46,81 % (45,33 %)                                         | 46,81 % (45,33 %)                                         | 53,19 % (54,67 %)                                         | 53,19 % (54,67 %)                                         | 53,19 % (54,67 %)                                         | 69,12 %                                                   |

### Administration municipale
Le conseil municipal comprend 19 membres, élus au scrutin majoritaire.
Budget municipal (en milliers d'euros)
| Budget municipal | 2007  | 2008  | 2009  | 2010  | 2011  |
| ---------------- | ----- | ----- | ----- | ----- | ----- |
| Recettes         | 7 999 | 7 536 | 6 742 | 7 711 | 8 156 |
| Dépenses         | 6 439 | 7 413 | 6 235 | 6 956 | 7 144 |

### Liste des maires
| Période                                  | Période      | Identité           | Étiquette | Qualité                                |
| ---------------------------------------- | ------------ | ------------------ | --------- | -------------------------------------- |
| Les données manquantes sont à compléter. |              |                    |           |                                        |
| 1884                                     | 1902         | Dominique Grau     |           |                                        |
| 1902                                     | 1913         | Jacques Calvet     |           |                                        |
| 1913                                     | 1919         | Antoine Bolfa      |           |                                        |
| 1919                                     | 1925         | Antoine Soler      |           |                                        |
| 1925                                     | 1929         | Jean Goze          |           |                                        |
| 1929                                     | 1941         | Fernand Bouyonnet  |           | Directeur du Grand Hôtel               |
| 1941                                     | 1944         | Georges Mitjaville |           |                                        |
| 1944                                     | mai 1945     | Jean-Robert Parès  |           |                                        |
| mai 1945                                 | février 1946 | Jean Gommy         |           |                                        |
| février 1946                             | octobre 1947 | Augustin Puig      |           |                                        |
| octobre 1947                             | mai 1959     | Fernand Bouyonnet  |           |                                        |
| juillet 1959                             | mars 1965    | Henri Touron       |           |                                        |
| mars 1965                                | mars 1971    | René Chamayou      |           |                                        |
| mai 1971                                 | mars 1989    | François Caudine   |           |                                        |
| mars 1989                                | 2008         | Pierre Bosselut    |           |                                        |
| 2008                                     | 2020         | Jean-Louis Démelin | SE        | Président de la Communauté de communes |
| 2020                                     | En cours     | Alain Luneau       | SE        | Retraité                               |

### Politique environnementale
La commune est partenaire depuis 2011 de l'association Écolo & Co qui a pour but le ramassage des déchets abandonnés dans les espaces naturels ainsi que la sensibilisation des touristes à ce problème.
En mars 2024, la Cour des Comptes accuse la station de ski de Font-Romeu de prélever trop d'eau du Lac des Bouillouses et de le « ponctionner » pour alimenter ses canons à neige, créant une controverse au vu de la situation des ressources hydriques, surtout en période de sécheresse dans le département des Pyrénées-Orientales.

## Population et société

### Démographie ancienne
La population d'Odeillo est exprimée en nombre de feux (f) ou d'habitants (H).
| 1365 | 1378 | 1515 | 1709 | 1720 | 1767  | 1774 | 1788  | 1789 |
| ---- | ---- | ---- | ---- | ---- | ----- | ---- | ----- | ---- |
| 25 f | 10 f | 8 f  | 38 f | 38 f | 166 H | 45 f | 272 H | 48 f |

Note : 1365 : pour Odeillo et Égat.

### Démographie contemporaine
L'évolution du nombre d'habitants est connue à travers les recensements de la population effectués dans la commune depuis 1793. Pour les communes de moins de 10 000 habitants, une enquête de recensement portant sur toute la population est réalisée tous les cinq ans, les populations de référence des années intermédiaires étant quant à elles estimées par interpolation ou extrapolation. Pour la commune, le premier recensement exhaustif entrant dans le cadre du nouveau dispositif a été réalisé en 2005.

En 2022, la commune comptait 1 770 habitants, en évolution de −8,81 % par rapport à 2016 (Pyrénées-Orientales : +3,92 %, France hors Mayotte : +2,11 %).
| 1793 | 1800 | 1806 | 1821 | 1831 | 1836 | 1841 | 1846 | 1851 |
| ---- | ---- | ---- | ---- | ---- | ---- | ---- | ---- | ---- |
| 265  | 241  | 279  | 254  | 480  | 501  | 510  | 485  | 515  |

| 1856 | 1861 | 1866 | 1872 | 1876 | 1881 | 1886 | 1891 | 1896 |
| ---- | ---- | ---- | ---- | ---- | ---- | ---- | ---- | ---- |
| 505  | 490  | 461  | 468  | 476  | 469  | 468  | 448  | 430  |

| 1901 | 1906 | 1911 | 1921 | 1926 | 1931 | 1936  | 1946  | 1954  |
| ---- | ---- | ---- | ---- | ---- | ---- | ----- | ----- | ----- |
| 441  | 465  | 451  | 405  | 490  | 927  | 1 019 | 1 350 | 1 575 |

| 1962  | 1968  | 1975  | 1982  | 1990  | 1999  | 2005  | 2006  | 2010  |
| ----- | ----- | ----- | ----- | ----- | ----- | ----- | ----- | ----- |
| 1 371 | 1 857 | 2 098 | 2 150 | 1 857 | 2 003 | 2 007 | 1 995 | 1 841 |

| 2015  | 2020  | 2022  | - | - | - | - | - | - |
| ----- | ----- | ----- | - | - | - | - | - | - |
| 1 954 | 1 791 | 1 770 | - | - | - | - | - | - |

Note : à partir de 1826, la population de Via est recensée avec celle d'Odeillo.
| selon la population municipale des années : | 1968 | 1975 | 1982 | 1990 | 1999 | 2006 | 2009 | 2013 |
| Rang de la commune dans le département      | 30   | 30   | 30   | 47   | 48   | 51   | 58   | 59   |
| Nombre de communes du département           | 232  | 217  | 220  | 225  | 226  | 226  | 226  | 226  |

| Type de logement                                    | Répartition en % |
| --------------------------------------------------- | ---------------- |
| Résidences principales                              | 18,0             |
| Résidences secondaires (dont logement occasionnels) | 81,0             |
| Logements vacants                                   | 1,0              |

### Enseignement

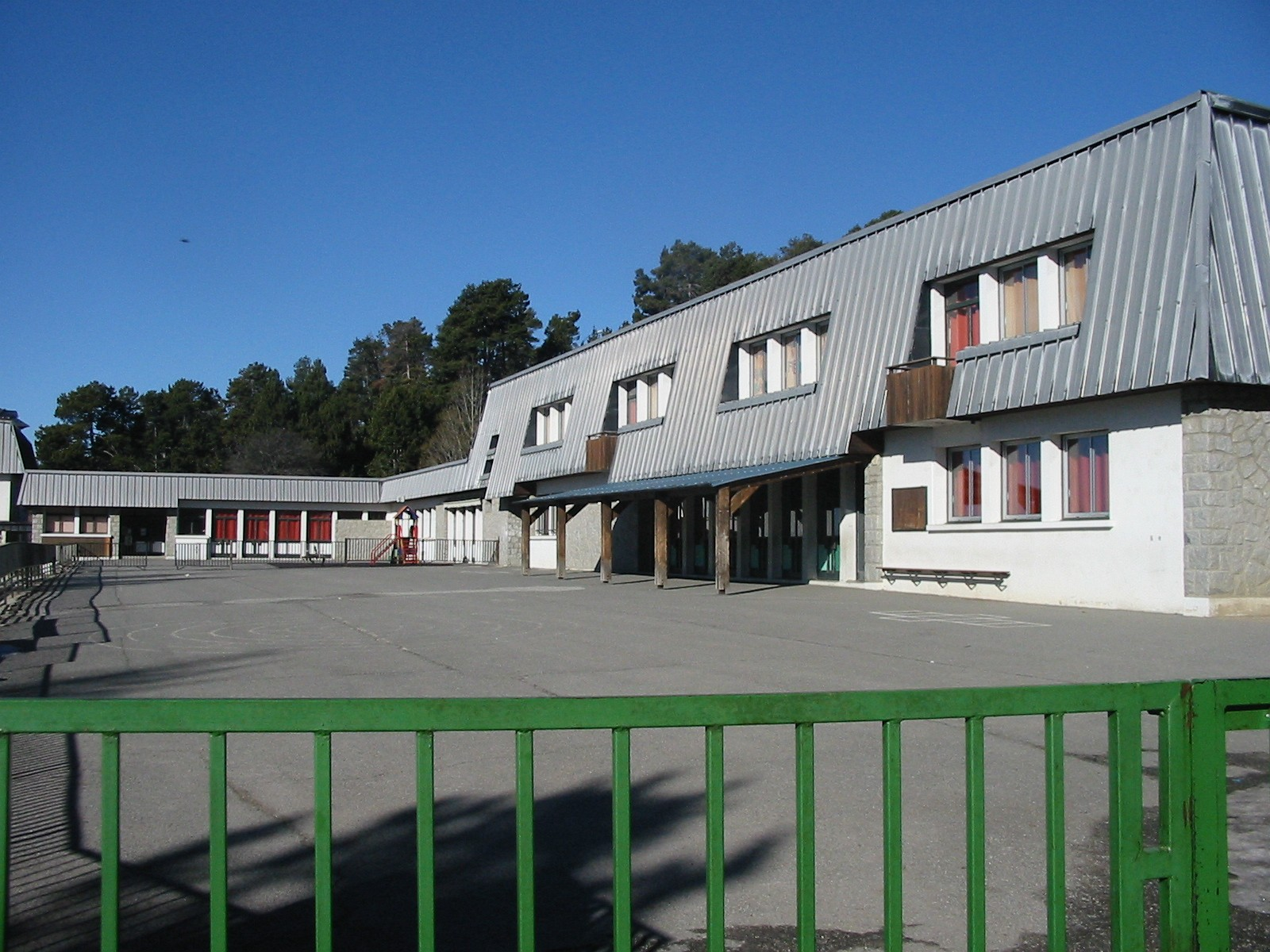
L'école primaire de la Forêt, en 2008.

La commune possède les équipements suivants :
- une crèche municipale à Font-Romeu[94] ;
- depuis la rentrée 2014, la nouvelle école primaire du Soleil, située entre Odeillo et Font-Romeu, remplace l'école primaire de la Forêt de Font-Romeu (sections maternelle et élémentaire)[95],[96], et l'école primaire d'Odeillo située près de la mairie[95],[96] ;
- une école élémentaire privée Rosette-Blanc, à Via[95],[96] ;
- le collège privé de la Forêt, à Via[97] ;
- le collège et lycée climatique Pierre-de-Coubertin : situé à 1 850 mètres d'altitude, il accueille 800 élèves[98], dont plusieurs dizaines d'élèves en pôle espoir et France (natation, lutte, vol libre, ski de fond, biathlon, pentathlon moderne) et plusieurs dizaines en section sportive (athlétisme, foot, triathlon, lutte, ski alpin, natation, vol libre, pentathlon, équitation, patinage, ski de fond, hockey sur glace et plus récemment le short-track supervisé par des entraîneurs français et coréens…). Des sportifs de niveau international y sont passés (Martin Fourcade[99], Simon Fourcade, Ferréol Cannard, Philippe Candeloro, Céline Couderc, Steeve Guenot, Kilian Jornet, Camille Lacourt, Selma Poutsma…)[100],[Note 7] ;
- l'antenne universitaire de STAPS de l'université de Perpignan : 300 étudiants y sont inscrits pour 4 spécialités de licence[101].

### Manifestations culturelles et festivités
- Fête communale : 8 septembre[102] ;
- Pèlerinage à l'ermitage Notre-Dame de Font-Romeu : 8 septembre[102] ;
- Festival du livre Altitudes au mois de juillet[103].

### Santé
- Clinique Val Pyrène : centre de réhabilitation en addictologie.
- Les principales catégories de médecins généralistes et spécialistes sont représentées à Font-Romeu[104].

### Sports

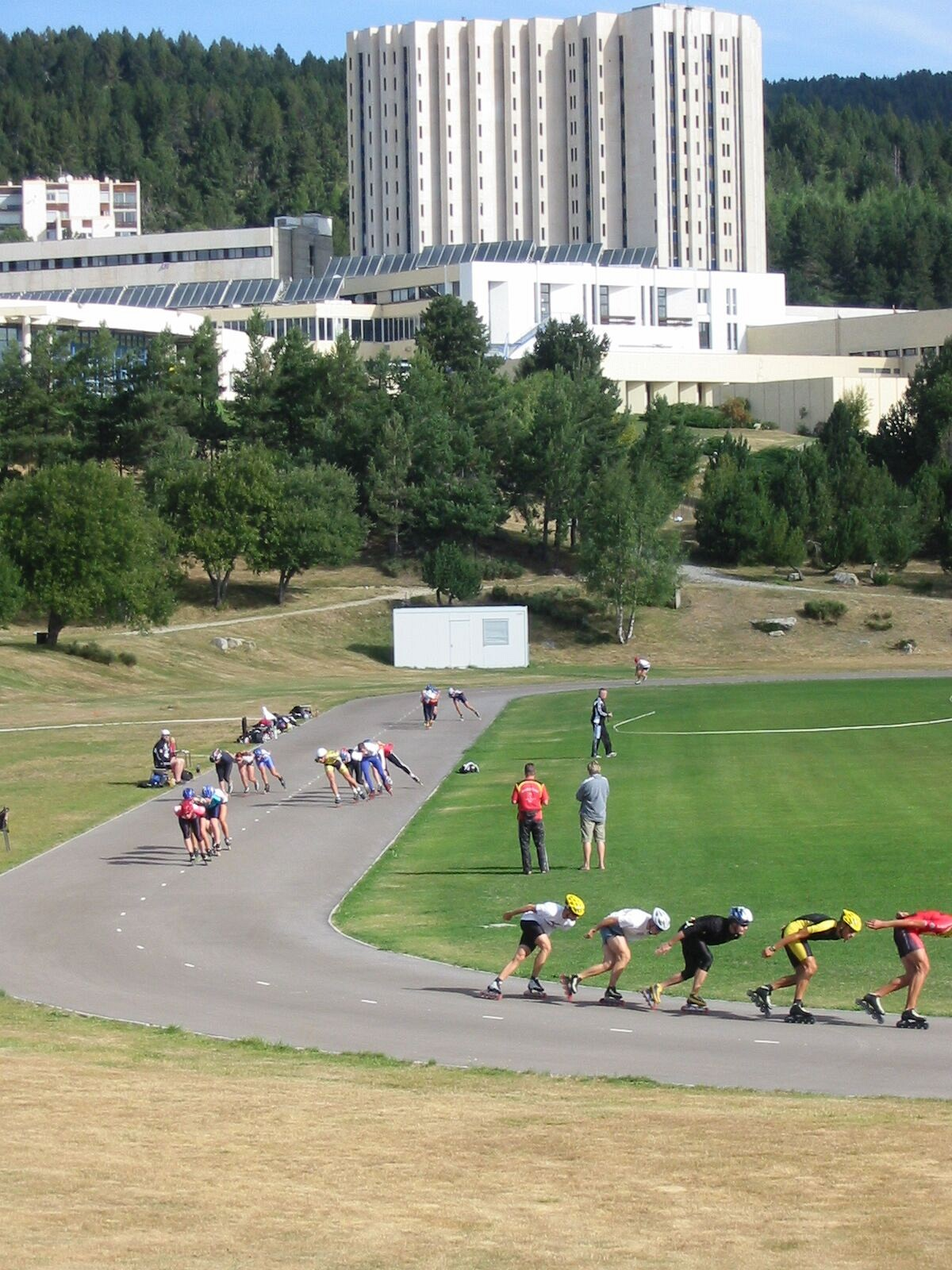
Le CNEA et son stade.

- Site olympique : Un site olympique d’altitude destiné à la préparation en altitude des sportifs français a été créé à l’occasion des Jeux olympiques d'été de 1968 à Mexico. Il accueille encore le Centre national d’entraînement en altitude (CNEA).
- Patinoire.
- Piste de luge.
- Le Team Altitude de Font-Romeu rassemble des sportifs tels que Camille Lacourt, Martin Fourcade et Kilian Jornet.[réf. nécessaire]

Font-Romeu a été nommée Ville la plus sportive en 2009.[réf. nécessaire]
Depuis 2015, le ski club de Font-Romeu organise des événements d'envergure nationale internationale.
Font-Romeu est un passage prévu lors de la 15e étape du Tour de France 2021 (Céret-Andorre-la-Vieille) à 94,9 km après le départ de Céret.

## Économie

### Revenus
En 2018, la commune compte 861 ménages fiscaux, regroupant 1 645 personnes. La médiane du revenu disponible par unité de consommation est de 21 200 € (19 350 € dans le département).

### Emploi
|                | 2008   | 2013   | 2018   |
| -------------- | ------ | ------ | ------ |
| Commune        | 6,7 %  | 6,9 %  | 6,3 %  |
| Département    | 10,3 % | 12,9 % | 13,3 % |
| France entière | 8,3 %  | 10 %   | 10 %   |

En 2018, la population âgée de 15 à 64 ans s'élève à 1 319 personnes, parmi lesquelles on compte 64,3 % d'actifs (58 % ayant un emploi et 6,3 % de chômeurs) et 35,7 % d'inactifs,. Depuis 2008, le taux de chômage communal (au sens du recensement) des 15-64 ans est inférieur à celui de la France et du département.
La commune est hors attraction des villes,. Elle compte 1 332 emplois en 2018, contre 1 442 en 2013 et 1 564 en 2008. Le nombre d'actifs ayant un emploi résidant dans la commune est de 789, soit un indicateur de concentration d'emploi de 168,7 % et un taux d'activité parmi les 15 ans ou plus de 51,8 %.
Sur ces 789 actifs de 15 ans ou plus ayant un emploi, 568 travaillent dans la commune, soit 72 % des habitants. Pour se rendre au travail, 78 % des habitants utilisent un véhicule personnel ou de fonction à quatre roues, 2,1 % les transports en commun, 15,3 % s'y rendent en deux-roues, à vélo ou à pied et 4,6 % n'ont pas besoin de transport (travail au domicile).

### Revenus de la population et fiscalité
En 2010, le revenu fiscal médian par ménage était de 24 423 €.

### Entreprises et commerces
L'excellent ensoleillement de la commune et la pureté de son atmosphère (altitude élevée et faible humidité moyenne) l'a fait choisir pour l'établissement d'un centre de recherches sur l'énergie solaire.

## Culture locale et patrimoine

### Monuments et lieux touristiques

#### Patrimoine religieux
- L'église Saint-Martin d'Odeillo possède un portail roman portant la date de 1045.  Classé MH (1910, Porte, avec ses vantaux et pentures)[106].
- L'Ermitage Notre-Dame de Font-Romeu, haut lieu de pèlerinage, le 8 septembre (fête de la Nativité de Marie, en hommage à sa statue en bois doré de la Vierge Marie, sculptée au XIIe siècle.  Inscrit MH (1999, Façades et toitures des bâtiments de l'ermitage ; chapelle avec le décor du camaril et le retable du maître-autel)[107].
- L'église Sainte-Colombe de Vià  Inscrit MH (1964)[108].
- Presbytère et chapelle des Torres.
- Chapelle Saint-Vincent de Portolers.
- L'église paroissiale du Christ-Roi de Font-Romeu, située en haut de Font-Romeu et au pied du Grand Hôtel, date du XXe siècle et elle est de style moderne en béton. Elle accueille à son pied une statue monumentale du Christ Roi, imitation de celle de Rio de Janeiro, dominant la poste.
- Le calvaire, sur la route de Mont-Louis près de l'Ermitage.

#### Patrimoine civil

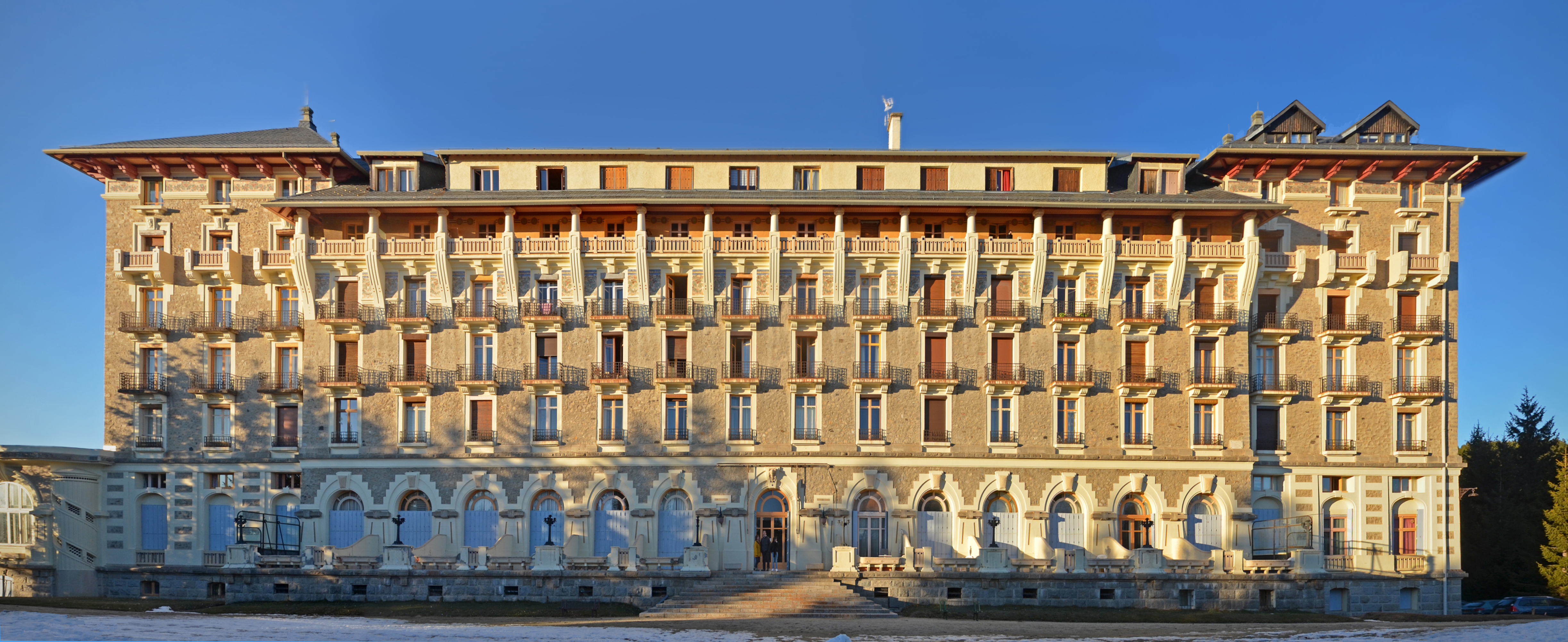
Le Grand-Hôtel.

- Le Grand-Hôtel, construit entre 1910 et 1914.  Inscrit MH (1988)[109].
- Le four solaire d'Odeillo : laboratoire PROMES-CNRS, exposition  Héliodyssée.  Inscrit MH (2009)
- L'immeuble des maisons solaires Trombe-Michel, construit en 1974.  Inscrit MH (2011)
- La station de sports d'hiver, réputée pour l'étendue de ses pistes (58 km de ski alpin, 110 km de ski de fond).
- Le Musée sans murs, galerie d'art contemporain en pleine nature élaborée en 2008, dite « la plus haute d'Europe », proche de l'Ermitage[110].

#### Patrimoine environnemental
- Le GR 10 traverse la commune.

### Personnalités liées à la commune
- Emmanuel Brousse (1866-1926) : journaliste français ; a impulsé la fondation de Font-Romeu avec le train jaune et la construction du Grand Hôtel ; il a donné son nom à une des premières rues en 1918[111].
- Joseph Joffre (1852-1931) : militaire français, maréchal ; a fait des études primaires à Font-Romeu, a donné son nom à une des premières rues en 1926[111]
- Jean Ferrat (1930-2010) : poète, chanteur et artiste qui passa deux années à Font-Romeu pendant l'Occupation ;
- Charles Trenet (1913-2001) : écrit et chante la chanson Font-Romeu en 1953 ;
- Colette Besson (1946-2005) : championne du 400 m aux Jeux olympiques de Mexico en 1968, a séjourné à Font-Romeu pour s'entraîner et dont l'espace sportif porte le nom.
- Doriane Escané (1999-) : grand espoir du ski alpin français formée au ski-club de Font-Romeu

### Héraldique
| Blason de Font-Romeu-Odeillo-Via | Blason  | D’or à quatre pals de gueules, au pèlerin au naturel brochant sur le tout, à la champagne d'argent chargée d'une fontaine d'azur soutenue de deux sources d'argent.                                    |
| Blason de Font-Romeu-Odeillo-Via | Détails | Le statut officiel du blason reste à déterminer. |
| Blason de Font-Romeu-Odeillo-Via | Alias   | D'azur à la montagne de sinople, à la source d'argent jaillissant de la pointe et brochant sur le tout, accompagnée de deux coquilles renversées d'or en chef ; au chef d'or à quatre pals de gueules. |

### Culture populaire
Littérature
- Daniel Hernandez, Croix de sang au Grand Hôtel, Perpignan, Mare Nostrum, coll. « Les polars catalans », 2006, 261 p. (ISBN 2-908476-47-9, BNF 40993585), roman dont l'action se déroule à Font-Romeu et en particulier au Grand-Hôtel.
- Michel Riff, La vie ne tient qu'à un fil, Pollestres, TDO éditions, coll. « Polar du Sud », 2016, 330 p. (ISBN 978-2-36652-135-1, BNF 45041742), roman dont l'action se déroule à Font-Romeu et en particulier au lycée climatique.

## Galerie

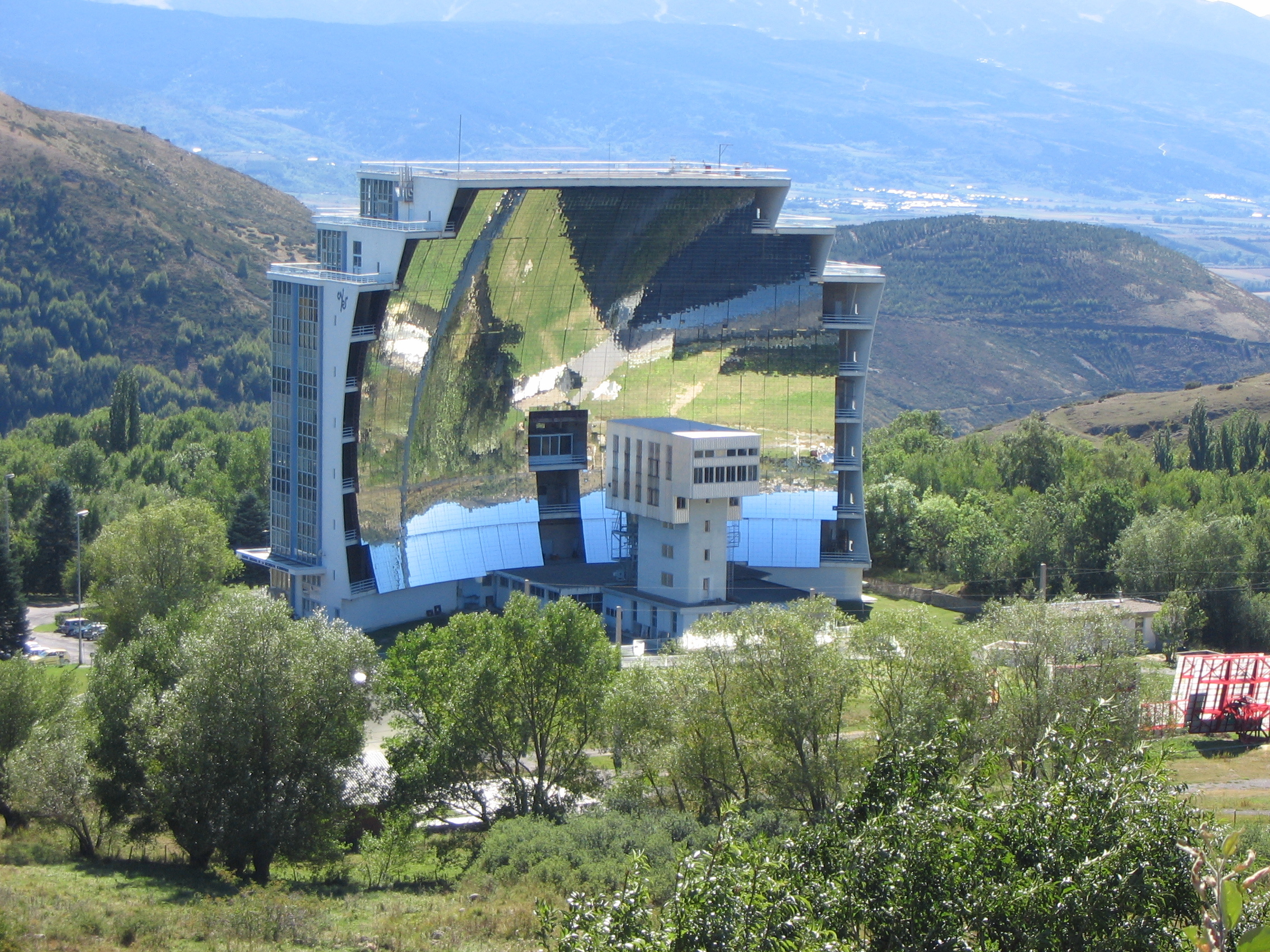
Four solaire d'Odeillo.
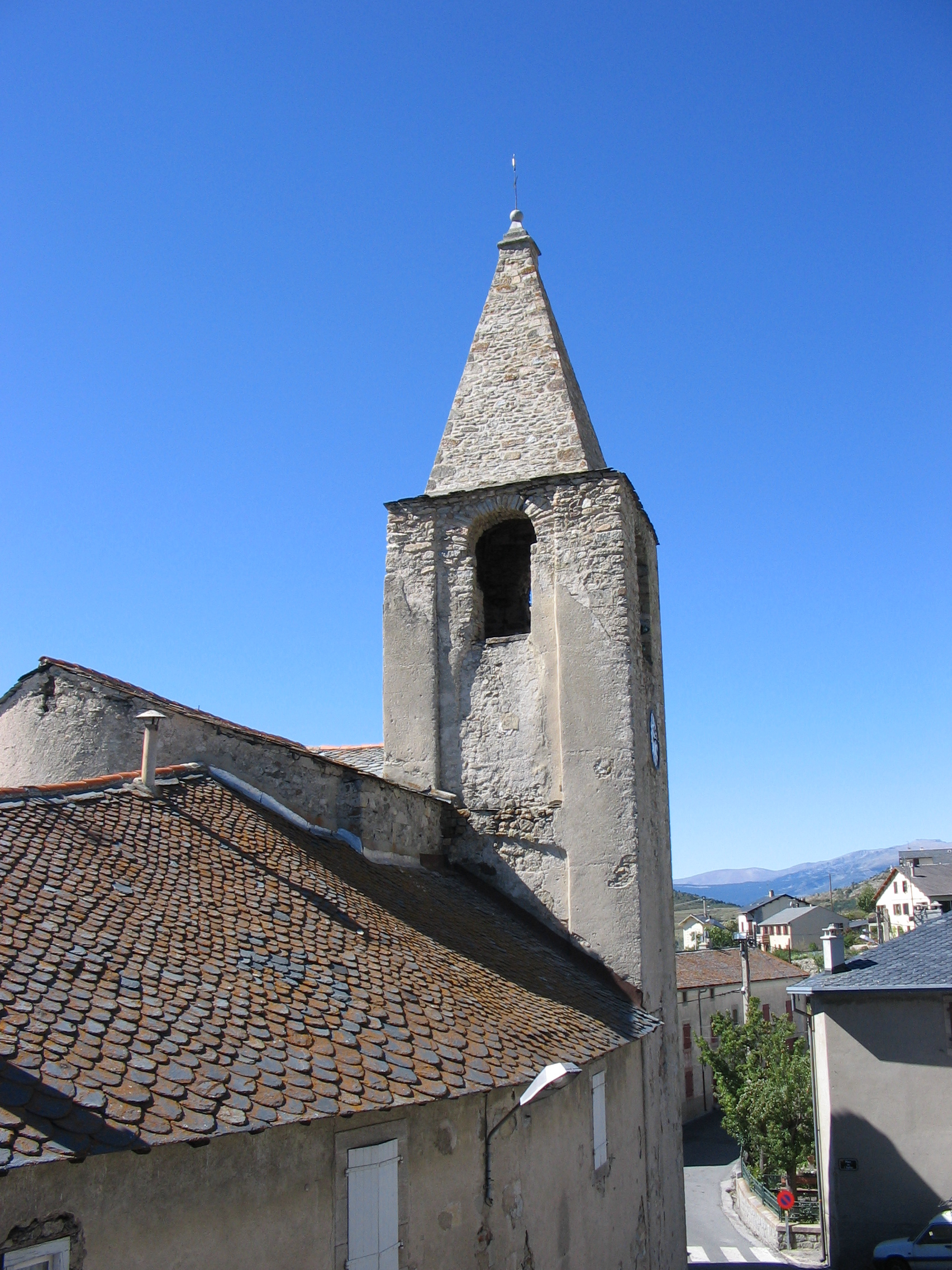
Église Saint-Martin d'Odeillo.
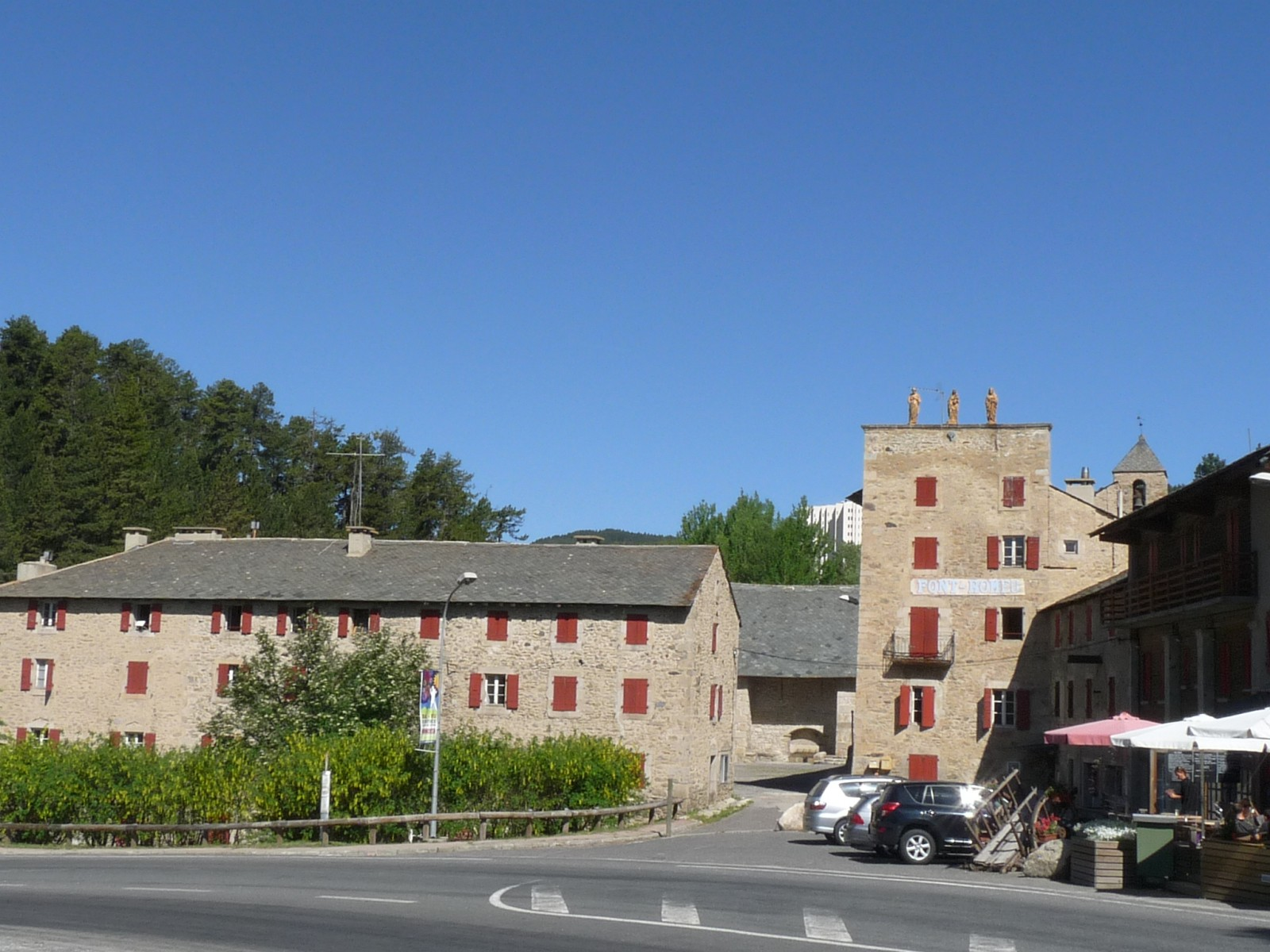
L'Ermitage.
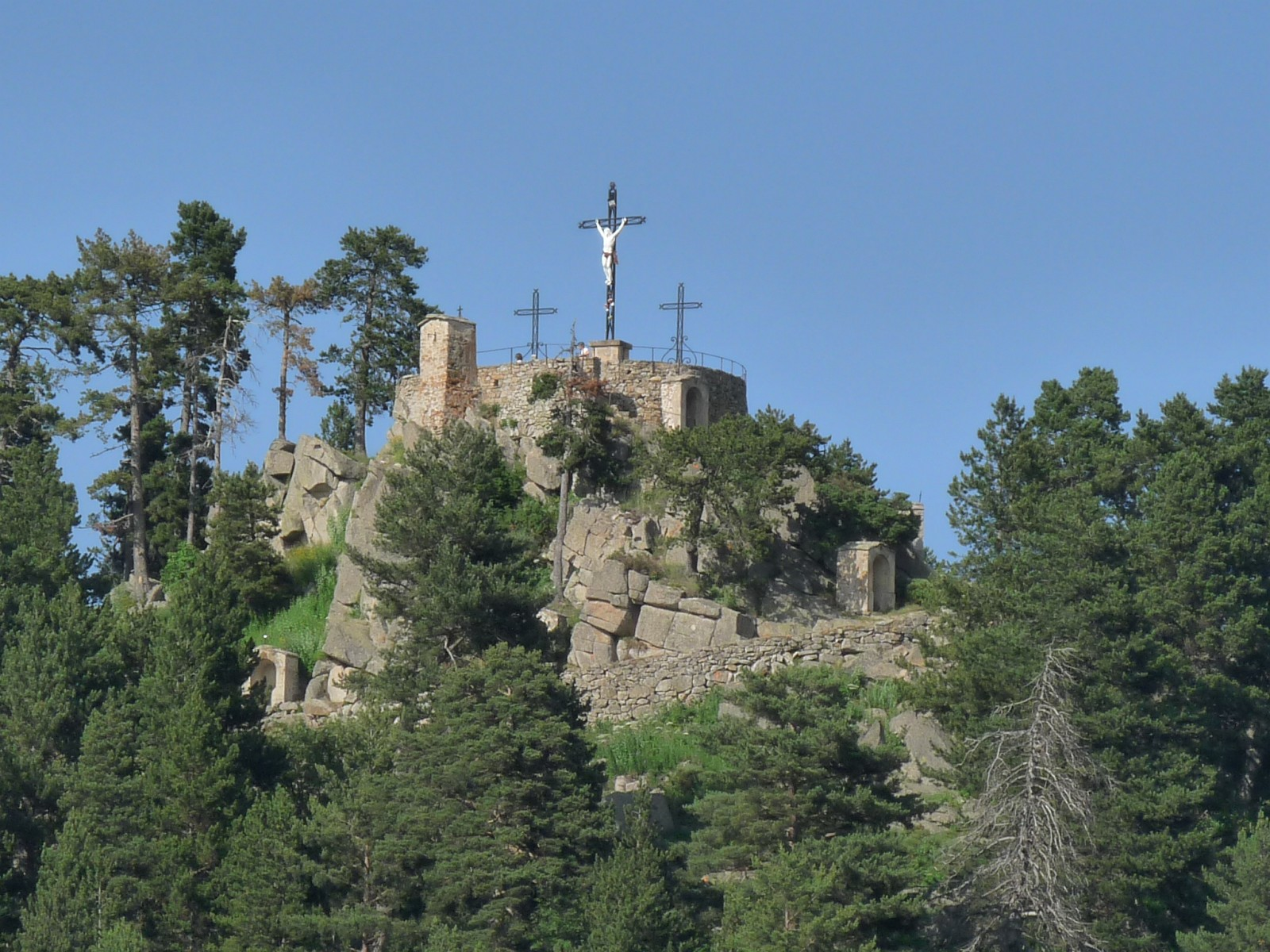
Le calvaire.
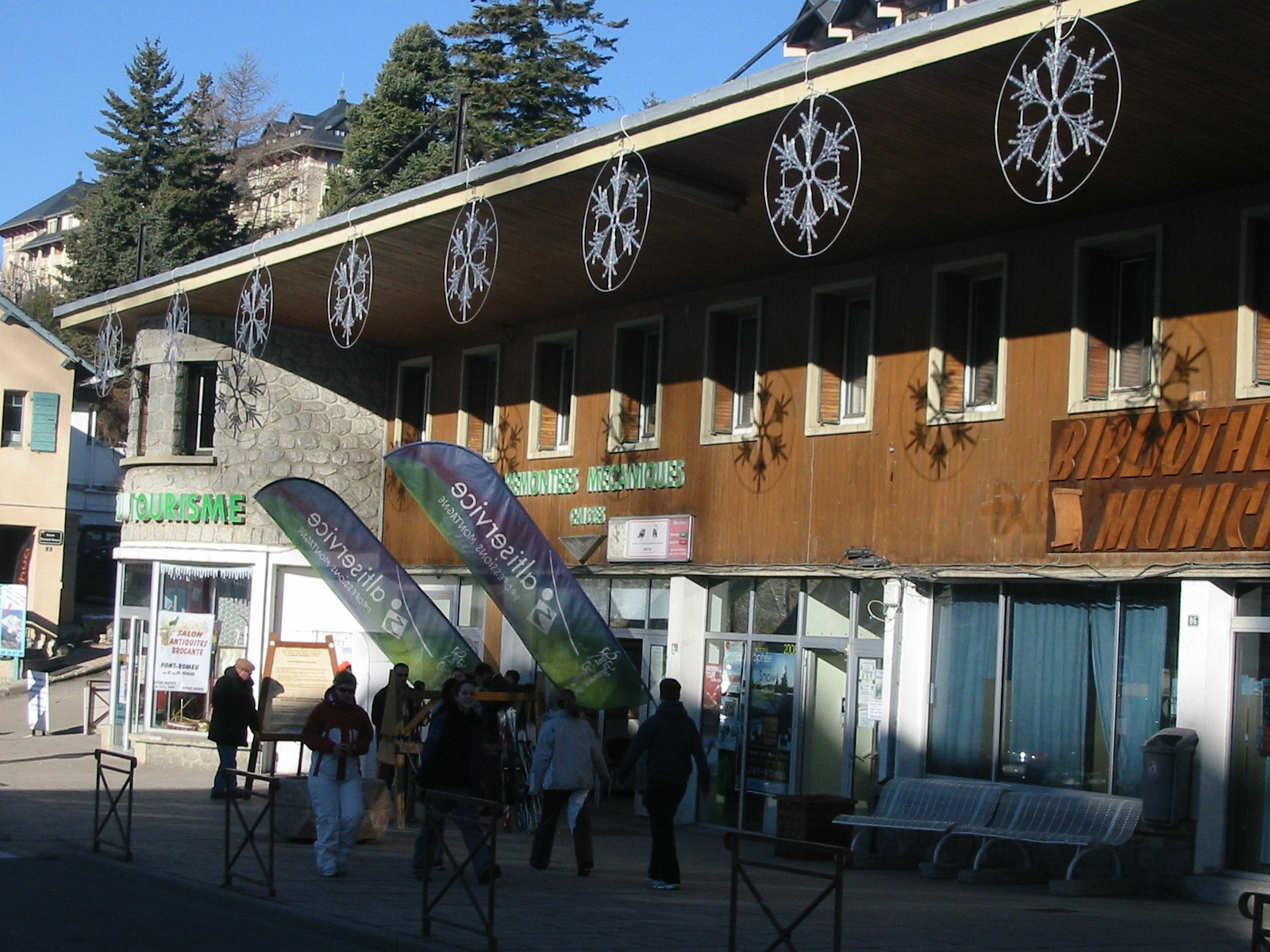
L'office du tourisme et la billetterie des remontées mécaniques.